# ابن حجر العسقلاني
شهاب الدين أبو الفضل أحمد بن علي بن محمد بن محمد بن علي بن محمود بن أحمد بن أحمد الكناني العسقلاني ثم المصري الشافعي
 (شعبان 773 هـ/1371م - ذو الحجة 852 هـ/1449م)، مُحدِّث وعالم مسلم، شافعي المذهب، لُقب بعدة ألقاب منها شيخ الإسلام وأمير المؤمنين في الحديث،(1) أصله من مدينة عسقلان، ولد الحافظ ابن حجر العسقلاني في شهر شعبان سنة 773 هـ في الفسطاط، توفي والده وهو صغير، فتربّى في حضانة أحد أوصياء أبيه، ودرس العلم، وتولّى التدريس.
ولع بالأدب والشعر ثم أقبل على علم الحديث، ورحل داخل مصر وإلى اليمن والحجاز والشام  وغيرها لسماع الشيوخ، وعمل بالحديث وشرح صحيح البخاري في كتابه فتح الباري، فاشتهر اسمه، قال السخاوي: «انتشرت مصنفاته في حياته وتهادتها الملوك وكتبها الأكابر.»، وله العديد من المصنفات الأخرى، عدَّها السخاوي 270 مصنفًا، وذكر السيوطي أنها 200 مصنف. وقد تنوعت مصنفاته، فصنف في علوم القرآن، وعلوم الحديث، والفقه، والتاريخ، وغير ذلك من أشهرها: تقريب التهذيب، ولسان الميزان، والدرر الكامنة في أعيان المائة الثامنة، وألقاب الرواة، وغيرها. تولى ابن حجر الإفتاء واشتغل في دار العدل وكان قاضي قضاة الشافعية. وعني ابن حجر عناية فائقة بالتدريس، واشتغل به ولم يكن يصرفه عنه شيء حتى أيام توليه القضاء والإفتاء، وقد درّس في أشهر المدارس في العالم الإسلامي في عهده من مثل: المدرسة الشيخونية والمحمودية والحسنية والبيبرسية والفخرية والصلاحية والمؤيدية ومدرسة جمال الدين الأستادار في القاهرة. توفي في 852 هـ بالقاهرة.

## اسمه ونسبه
- هو: «أحمد بن علي بن محمد بن محمد بن علي بن محمود بن أحمد(2) بن حجر الكناني، العسقلاني الأصل، الشافعي المذهب، المصري المولد والمنشأ والدار والوفاة».[9][10][11][12][13][14][15] والكناني: نسبة إلى قبيلة (كنانة) العربية، وقد أثبت هذه النسبة معظم المؤرخين الذين ترجموا له ولوالده، منهم شمس الدين السخاوي،[16] وتقي الدين المقريزي،[17] وبدر الدين الشوكاني،[14] وابن تغري بردي،[18] كما أثبتها ابن حجر نفسه في ترجمته لأبيه، وعم أبيه.[19][20] والعسقلاني: نسبة إلى عسقلان، وهي مدينة تقع بساحل الشام في فلسطين المحتلة، ومنها أصل أجداده. والشافعي: نسبة إلى مذهب الإمام محمد بن إدريس الشافعي في الفقه الإسلامي، وينسب إليه ابن حجر لأنه تفقه على هذا المذهب، ودرّسه وأفتى به، وتولى القضاء للحكم بأحكامه.
  - لقبه وكنيته: كان يُلقب بـ «شهاب الدين»، ويكنى: «أبا الفضل»، وقد كناه بهذه الكنية والده، تشبيهًا له بقاضي مكة «أبو الفضل محمد بن أحمد بن عبد العزيز العقيلي». وكناه شيخه العراقي، والعلاء بن المحلّى «أبا العباس»، كما كُني «أبا جعفر».[21] أما شهرته: فهو «ابن حجر»، وقد اختلفت المصادر في اعتبار «ابن حجر» لقباً أو اسماً قال الإمام السخاوي: «اخُتلف هل هو اسم أو لقب؟ فقيل: هو لقب لأحمد الأعلى في نسبه. وقيل: بل هو اسم لوالد أحمد المشار إليه».[16] وقد أشار ابن حجر إلى ذلك في جواب استدعاء منظوم بقوله:[16]

وذهب ابن العماد، وابن تغري بردي إلى أن ابن حجر نسبة إلى آل حجر «قوم تسكن الجنوب الآخر على بلاد الجريد، وأرضهم قابس في تونس اليوم».
- أبوه: «هو نور الدين علي بن قطب الدين محمد العسقلاني، ثم المصري»، كان مولده في حدود 720هـ، وكان موصوفًا بالعقل، والمعرفة والديانة، والأمانة، ومكارم الأخلاق، ومحبة الصالحين، وقد اشتغل بالتجارة وعكف على الدرس وتحصيل العلوم فتفقه على مذهب الإمام الشافعيّ، وحفظ الحاوي الصغير، وأخذ الفقه عن محمد بن عقيل وأجيز بالإفتاء والتدريس والقراءات السبع، وتطارح مع ابن نباتة المصري والقيراطي، وتبادل معهما المدائح، وقال الشعر فأجاد وله عدة دواوين؛ منها «ديوان الحرم» وهو مدائح نبوية ومكية في مجلدة، وله استدراك على الأذكار للنووي فيه مباحث حسنة. توفي في رجب سنة 777 هـ.[19]
- أمه: «هي تِجَار ابنة الفخر أبي بكر بن شمس محمد بن إبراهيم الزفتاوي، أخت صلاح الدّين أحمد الزفتاوي الكارميّ»، وقد ماتت قبل زوجها والد ابن حجر بمدة.[22]
- جده: «هو قطب الدين محمد بن ناصر الدين محمد بن جلال الدين علي العسقلاني»، كان تاجراً، ولم تعفه التجارة عن طلب العلم سمع من جماعة وحصل على إجازات من العلماء، وأنجب أولاداً منهم كمال الدين، ومجد الدين، وتقيّ الدين وأصغرهم وليّ الدين ثم نور الدين علي، وهو والد ابن حجر، الّذي انصرف من بينهم لطلب العلم أما إخوته فكانوا تجّارا.[23][24]

## مولده ونشأته

### مولده
|                            |  |                          |
| شعبانُ عامَ ثلاثةٍ من بَعْدِ سَبْعِ |  | مائةٍ وسَبْعينَ اتفاقُ المولدِ |
| —ابن حجر العسقلاني         |  |                          |

ولد الحافظ ابن حجر العسقلاني في شهر شعبان سنة 773 هـ، في مصر القديمة (الفسطاط) في منزل كان يقع على شاطئ النيل، بالقرب من دار النحاس والجامع الجديد، واختلف المؤرخون في يوم مولده، فذهب السخاوي إلى أنه ولد في 22 شعبان، وتابعه ابن تغري بردي في المنهل الصافي، وذكر السيوطي أنه ولد في 12 شعبان، وتابعه ابن العماد الحنبلي، وكذلك الشوكاني، وذكر ابن فهد المكي أنه ولد في 13 شعبان.

### نشأته
نشأ الحافظ ابن حجر في أسرة اشتهرت بالعلم والأدب والفضل، فجدّه «قطب الدين محمد بن محمد بن علي» سمع من جماعة من العلماء، وحصل على إجازات منهم. وعم أبيه «عثمان بن محمد بن علي» المتوفى سنة 714هـ، كان أكبر فقهاء الإسكندرية في مذهب الشافعي وانتهت إليه رئاسة الإفتاء، وأبوه «نور الدين علي» كان قد انصرف من بين إخوته لطلب العلم، فمهر في الفقه والعربية والأدب، وأما أمه فهي من بيت عُرف بالتجارة والثراء والعلم. ولابن حجر أخت أكبر منه بثلاث سنوات اسمها «ست الرَّكب» كانت قارئة وكاتبة قال عنها ابن حجر: «لقد انتفعت بها وبآدابها مع صغر سنها»، ويذكر ابن حجر أن له أخًا من أبيه، قرأ الفقه وفضل، وعرض المنهاج، ثم أدركته الوفاة.
وقد نشأ ابن حجر يتيمًا أباً وأمًا، فقد توفي والده في رجب سنة 777هـ، وماتت أمُّه قبل ذلك بمدة، وكان أبوه قبل وفاته قد أوصى به إلى رجلين ممن كان بينه وبينهم مودة هما: زكي الدين الخرُّوبي رئيس التجار بالديار المصرية، وشمس الدين بن القطان من فقهاء الشافعية. فنشأ الحافظ في غاية العفّة والصيانة في كنف الوصي الأول الخرُّوبي. ولم يألُ الخروبي جهدًا في رعايته والعناية بتعليمه، فأدخله الكتاب بعد إكمال خمس سنين، وكان لدى ابن حجر ذكاء وسرعة حافظة بحيث إنه حفظ سورة مريم في يوم واحد. وأكمل ابن حجر حفظه للقرآن على يد صدر الدين السَّفطي المقرئ، وهو ابن تسع سنين. ولما رحل الخروبي إلى الحج سنة 784هـ رافقه ابن حجر وهو في نحو الثانية عشرة من عمره، وفي سنة 785هـ، وهو لايزال متواجدًا مع وصيه الخروبي في مكة سمع من الشيخ عفيف الدين عبد الله بن محمد بن محمد النشاوري، ثم المكي، غالب صحيح البخاري، وهو أول شيخ سمع عليه الحديث. وفي تلك السنة صلى بالناس التراويح إمامًا في الحرم المكي وكذلك أخذ فقه الحديث عن الشيخ جمال الدين أبي حامد محمد بن عبد الله بن ظهيرة المكي، في كتاب عمدة الأحكام، للحافظ عبد الغني المقدسي. فكان أول شيخ بحث عليه في فقه الحديث. وبعد رجوع ابن حجر مع وصيه الخرُّوبي من الحج سنة 786هـ، حفظ «عمدة الأحكام للمقدسي»، و«ألفية العراقي» في الحديث، و«الحاوي الصغير للقزويني»، «ومختصر ابن الحاجب» في أصول الفقه، و«منهاج الأصول للبيضاوي»، و«ملحة الإعراب للحريري»، و«ألفية ابن مالك»، وغيرها.
وبعد وفاة زكي الدين الخروبي سنة 787هـ، انتقل الحافظ إلى وصاية شمس الدين بن القطان، وكان الحافظ حينها قد راهق حيث بلغ أربع عشرة سنة. وكان ابن القطان فقيها وعالما بالقراءات، فدرس ابن حجر عليه الفقه والعربية والحساب وقرأ عليه شيئاً من «الحاوي الصغير»، فأجاز له ثم درس ما جرت العادة على دراسته من أصل وفرع ولغة ونحوها وطاف على شيوخ الدراية. وفي سنة 790هـ أكمل ابن حجر السابعة عشرة من عمره، فقرأ القرآن تجويداً على الشهاب الخيوطي، وسمع «صحيح البخاري» على بعض المشايخ، كما سمع من علماء عصره البارزين واهتم بالأدب والتاريخ. ولما بلغ التاسعة عشرة من عمره نظر في فنون الأدب، ففاق أقرانه فيها حتى لا يكاد يسمع شعراً إلا ويستحضر من أين أخذ ناظمه، وطارح الأدباء، وقال الشعر الرّائق والنثر الفائق، ونظم المدائح النبوية والمقاطيع. ثم حبب إِليه فن الحديث فَأقبل عليه سماعاً وكتابَة وتخريجاً وتعليقاً وتصنيفاً، وبدأ الطلب بنفسه في سنة 793هـ، غير أنه لم يكثر من الطلب إلا في سنة 796هـ، وكتب بخطه عن ذلك قائلًا: «رفع الحجاب، وفتح الباب، وأقبل العزم المصمم على التحصيل، ووفق للهداية إلى سواء السبيل». فأخذ عن مشايخ ذلك العصر، واجتمع بالحافظ العراقي، فلازمه عشرة أعوام. وتخرَّج به، وانتفع بملازمته. وقرأ عليه «الألفية»، و«شرحها»، وانتهى منهما في رمضان سنة 798هـ بمنزل شيخه العراقي بجزيرة الفيل على شاطئ النيل، كما قرأ عليه «النكت على ابن الصلاح» في مجالس آخرها سنة 799هـ، وبعض الكُتب الكبار والأجزاء القصار، وقرأ وسمع على مُسْنِدي القاهرة ومصر الكثير في مدة قصيرة، فوقع له سماع متصل عالٍ لبعض الأحاديث.

## رحلاته العلمية
قضى الحافظ ابن حجر حياته كلها في طلب العلم وقام بالعديد من الرحلات العلمية في ديار الإسلام ليحصل مقاصد الرحلة في طلب الحديث والفوائد المرجوة منها، وهذه الرحلات منها رحلات داخل مصر ومنها رحلات خارجها شملت بلاد الحجاز، واليمن، والشام وغيرها. فكان ابن حجر لا يألو جهداً في الرحلة إلى طلب العلم وتحصيله، مهما كلفه ذلك من بعدٍ عن أهله وأولاده وأصحابه، ومهما عانى من سفره من تعب ونصب، وقد عبَّر عن ذلك ابن حجر نفسه بقوله:

### رحلاته داخل مصر
كانت أولى رحلات ابن حجر العلمية في سنة 793هـ، عندما كان في العشرين من عمره، حيث رحل إلى قوص وغيرها من بلاد الصعيد، لكنه لم يستفدْ بها شيئًا مِنَ المسموعات الحديثية، بل لقي جماعة مِنَ العلماء، منهم: قاضي هُو نور الدين علي بن محمد الأنصاري، وعبد الغفار بن أحمد بن عبد الغفار بن نوح، حفيد مصنف «الوحيد في سلوك طريق أهل التوحيد»، وابن السَّراج قاضي قُوص، لقيه بها مع جماعة مِنْ أهل الأدب، سمع مِنْ نظمهم.
وفي أواخر سنة 793هـ شد ابن حجر رحاله إلى الإسكندرية، فأقام بها إلى أن تمت السنة المذكورة، ودخل في التي تليها عدة أشهر، وبها التقى بمجموعة من المحدثين والمسندين منهم التاج ابن الخرّاط، وابن شافع الأزدي، وابن الحسن التونسي، والشمس الجزري. وقد أورد ابن حجر ما لقيه من العلماء وما سمعه منهم وما وقع له من النظم والمراسلات وغير ذلك في كتاب سماه «الدرر المضيَّة مِنْ فوائد إسكندرية».
بعد أن رجع ابن حجر من الإسكندرية، أقام بمصر إلى يوم الخميس الموافق 22 شوال سنة 799هـ، وهو اليوم الذي خرج فيه قاصداً أرض الحجاز عن طريق البحر.

### رحلاته إلى الحجاز
كانت الحجاز أحد مقاصد الحافظ ابن حجر في رحلاته فقصدها مرات عدة للحج والمجاورة(4) بمكة الشريفة والاجتماع بعلمائها، كانت الأولى سنة 777هـ حيث صحب أبوه في حجته ومجاورته والثانية مع وصيه زكي الدين الخروبي 784هـ فحجا وجاورا وصلى بالناس سنة 785هـ، وسمع غالب صحيح البخاري على الشيخ عفيف الدين النشاوري.
وفي سنة 799هـ سافر إلى الحجاز عن طريق البحر بقصد المجاورة بمكة المشرفة، فوصل الطُّور يوم الأحد ثاني ذي القعدة وبها التقى عددًا من العلماء منهم: نجم الدين المرجاني، والصلاح الأقفهسي، والرضا الزبيدي. ثم توجه إلى ينبع فدخلها يوم الجمعة الموافق 13 ذو الحجة فلقى بها بعض من قرأ عليه أحاديث من الترمذي، ورافقه في هذه الرحلة الحافظ صلاح الدين أبو الصفاء الأقفهسي، والرضي أبو بكر بن أبي المعالي الزبيدي القحطاني، ولقي خلال رحلته العلامة الزاهد نجم الدين المرجاني وقرأ عليه حديثاً.
وبعد رحلته الأولى إلى اليمن قصد مكة وحج حجة الإسلام سنة 800هـ، وهي الثالثة وحج أيضاً سنة 805هـ. وبعد رحلته الثانية إلى اليمن عاد إلى جدة وقرأ بها عشرة أحاديث انتقاها من أربعين الحاكم على أبي المعالي عبد الرحمن الشيرازي، وفي سنة 815هـ اجتمع به هناك جماعةٌ مِن فضلاء مكة وأعيانها، فقرؤوا عليه، وحملوا عنه بعض تصانيفه، وأذن لهم بالرواية عنه.
وفي سنة 824هـ حج حجته الاخيرة وأقام بالمدرسة الأفضلية أنزله بها قاضي مكة المحبُّ بن ظهيرة.
وخلال رحلاته تلك لقي جمعاً من العلماء والمسندين.
فكان ممّن لقيه بمكة جماعة؛ منهم: البرهان أبو إسحاق إبراهيم بن محمد بن صدِّيق، والعلامة الزين أبو بكر بن الحسين المراغي، وممن لقيهم أيضا المحدِّث المكثر الشمس أبو عبد اللَّه محمد بن علي بن محمد بن ضرغام بن سُكَّر، وأبو الطيب محمد بن عمر بن علي السُّحُولي، وإمام المقام أبو اليُمن محمد بن أحمد بن إبراهيم الطبري، والحافظ أبو حامد بن ظهيرة الماضي، وست الكل ابنة الزين أحمد بن محمد القسطلاني، وأبو الخير خليل بن هارون الجزائري، وظهيرة بن حسين بن علي المخزومي، وأبو الحسن علي بن أحمد بن سلامة.
 وممن لقيه بمنى: العَلَم أبي الربيع سليمان بن أحمد بن عبد العزيز الهلالي، والزين عبد الرحمن بن علي بن يوسف الزرندي، ومحمد بن معالي بن عمر بن عبد العزيز الحراني، وأبو بكر بن الحسين المراغي المذكور سابقاً، فقرأ عليه بها أيضاً ثاني «الطهارة» للنسائي، وكذا أخذ عنه أيضاً، ووفاء لهذا الشيخ خرّج له أربعون حديثاً من عواليه عن أربعين شيخاً من أصحاب الأسانيد العالية

### رحلاته إلى اليمن
سافر ابن حجر إلى بلاد اليمن فوصلها في ربيع الأول من سنة 800هـ، وقد طاف ابن حجر معظم بلاد اليمن ولقي بها عددا كبيرا من العلماء جالسهم وناقشهم وسمع منهم وسمعوا منه، فلقي بتعز: أبا بكر بن محمد بن صالح بن الخياط، والتقى في زبيد بجماعة منهم: شهاب الدين الناشري، وشرف الدين ابن المقري، والوجيه عبد الرحمن بن محمد العلوي، وعبد اللطيف بن أبي بكر الشَّرْجي، وعلي بن الحسن الخزرجي، والموفق علي بن محمد بن إسماعيل النَّاشري. وفي عدن التقى: الرضي بن المستأذن، وأبا المعالي عبد الرحمن بن حيدر بن علي الشِّيرازي. كما التقى بالمُهجم: أحمد بن إبراهيم بن أحمد القُوصي، وعلي بن أحمد الصَّنعاني، والقاضي عفيف الدين عبد اللَّه بن محمد النَّاشري. وبوادي الحُصَيب: الجمال محمد بن أبي بكر بن علي المصري. واجتمع في زبيد وتعز بالنفيس العلوي محدث اليمن. واجتمع في زبيد ووادي الحُصيب بشيخ اللغويين الفيروزآبادي، فقرأ عليه أشياء، من جملتها جزء التقطه ابن حجر من «المشيخة الفخرية»، فيه أزيد من ثمانين حديثًا من العوالي، وسمع منه المسلسل بالأولية بسماعه من السبكي، وكتب له تقريظاً على تعليق التعليق وأعطاه النصف الثاني من تصنيفه «القاموس المحيط» لتعذر وجود باقيه حينئذٍ، وأذن له مع المناولة في روايته عنه.
وأثار وجود ابن حجر في اليمن اهتمام العلماء فأقبلوا على السماع منه والاستمداد من فوائده، حتى طلب منه ابن النفيس العلوي أن يخرَّج لهم من مرويات نفسه، فخرَّج «الأربعين المهذبة بالأحاديث الملقبة» في يوم واحد، وكتب وهو هناك بخطه «التقييد لابن نقطة» في خمسة أيام، و«فصل الربيع في فضل البديع» في يومين، وأخذوا عنه «مشيخة الفخر ابن البخاري»، و«المائة العشاريات» لشيخه التنوخي، وحدث بكتاب ابن الجزري في الأدعية المسمى «بالحصن الحصين» فتنافسوا في تحصيله وروايته. ولما سمع صاحب اليمن الملك الأشرف إسماعيل بن عباس بقدوم ابن جر إلى البلاد اليمنية طلب الاجتماع به والسماع منه، فالتقى به ابن حجر وامتدحه في أكثر من ثلاث قصائد، وأهداه تذكرته الأدبية بخطه في أربعين مجلدا لطافاً بالإضافة إلى كتب أخرى، فأثابه الملك الأشرف أحسن إثابة وعامله معاملة كريمة.
وفي عام 800 هـ رحل ابن حجر من اليمن -صحبة الموكب الذي جهزه صاحبها الملك الأشرف للحجاج- إلى مكة ليحج حجة الإسلام، ثم سافر إلى اليمن للمرة الثانية (سنة 806 هـ) فلقي هناك من التقى بهم في المرة الأولى وغيرهم، فأخذ عنهم وأخذوا عنه. وقد واجه ابن حجر الكثير من المتاعب خلال رحلته الثانية لليمن حيث انصدع المركب الذي يقله، وغرق جميع ما كان معه من المتاع والكتب والنقد، ثم يسر الله طلوع أكثرها، قال السخاوي: «وفي هذه المرة انصدع المركب الذي كان فيه، فغرق جميع ما معه من الأمتعة والنقد والكتب، ثم يسر الله تعالى بطلوع أكثرها بعد أن أقام ببعض الجزائر هناك أياما. وصولح عما جرت العادة بأخذه مما يطلع بعد الغرق بمال كثير جدا، بحيث يتعجب من كثرة أصله، وكتب محضر بذلك حسبما رأيته، لكن غاب عني ضبط ما فيه.
وكان من جملة الكتب التي غرقت مما هو بخطه: «أطراف المزي»، و«أطراف مسند أحمد»، و«أطراف المختارة»، كلاهما من تصنيفه، وكذا ترتيب كل من مسندي «الطيالسي» و«عبد بن حميد»... وكان من جملة الذهب العين -فيما قيل- سبعة آلاف مثقال أو أكثر من الذهب المصري وديعة لابن مسلم. ولذلك تجشم شيخنا المشقة، حيث أقام على التماسها في البحر مدة حتى أخرجت.». ويعزو السخاوي - نقلاً عن ابن حجر- هذا الغرق إلى عين (حسد) من استعرض كتبه وتعجب من كثرة ما فيها بخطه.
ولما رجع من رحلته الثانية لليمن حج أيضاً، قال السخاوي: «فيما أظن» وعاد إلى جدة، ثم سافر إلى بلده، فأقام بها على عادته.

### رحلته إلى الشام
خرج بن حجر من القاهرة عصر يوم الاثنين 23 شعبان سنة 802 هـ، قاصداً بلاد الشام للأخذ عمن بها من الشيوخ والمحدثين والمسندين، وصحبه في هذه الرحلة قريبه الزين شعبان، والحافظ تقي الدين الفاسي، فسمع بالبلاد التي دخلها من بلاد الشام أو التي في الطريق إليها ما لا يوصف ولا يدخل تحت الحصر على أمم كثيرة، وكان دخوله إلى دمشق في 19 رمضان سنة 802هـ، فنزل فيها على صاحبه الصدر علي بن محمد بن محمد بن الأدمي، لما كان بينهما من المودة، وأقام بها مائة يوم، آخرها أول يوم من المحرم سنة 803هـ، وكان السبب الرئيسي الذي دعا بن حجر إلى مغادرة بلاد الشام مبكراً، هو تواتر الأخبار بقرب مجئ المغول إليها، فظهر ابن حجر من دمشق -كما تقدم- في أول يوم من سنة 803 هـ، ورجع إلى بلده وقد اتسعت معارفه كثيراً بما أخذه من العلماء، فأقام بها على طريقته في التصنيف والإقراء والإملاء والكتابة، بل لم يهمل سماعه على الشيوخ.
ورغم قصر المدة التي قضاها بن حجر في البلاد الشامية والتي لم تتجاوز مائة يوم إلا أنه أظهر لعلماء الشام وفضلائها حفظاً كبيراً، واغتبطوا به، وشهدوا له بالتقدم في فنون الحديث إلى أعلى رتبة، وعلق في غضون تلك المدة بخطه من الأجزاء الحديثية، والفوائد النثرية، والتتمات التي يُلحقها في تصانيفه ونحوها ثمان مجلدات فأكثر، وألَّف ترتيبًا على الأطراف لكتاب «الأحاديث المختارة»، للحافظ ضياء الدين المقدسي، جاء في مجلدٍ ضخم سماه: «الإنارة في أطراف المختارة»، قال السخاوي عنه: «لو لم يكن له عمل في طول هذه المدة إلا هي، لكانت كافية في جلالته». كما حصل في تلك المدة مابين قراءة وسماع جملة مستكثرة من الكتب، منها ما يكون في مجلدة ضخمة فأكثر ومنها ما يكون في مجلدة لطيفة، بلغت مجتمعة ما يقارب ألف جزء حديثي.

#### رحلته إلى حلب
كان ابن حجر وهو بدمشق قد عزم على التوجه إلى البلاد الحلبية، ليأخذ عن خاتمة المسندين بها عمر بن أيدغمش، فبلغته وفاته، فتخلف عن التوجه إليها، ثم قدر له -بعد دهر- السفر إليها وذلك في سنة 836 هـ وذلك أن السلطان الأشرف برسباي توجه إلى آمد، لدفع أذى التركمان الذين تغلبوا على بلاد آمد وماردين وغيرها بعد الغزو التيمورلينكي، لما كثر من إفسادهم، ونهب أموال الرعايا، وقطع الطرق على القوافل، فخرج السلطان بالعسكر المصري ومعه قاضي الشافعية الحافظ بن حجر، ورفقته قضاة المذاهب الثلاثة الأخرى والخليفة داود المعتضد بالله، وكان ابتداء السفر من الريدانية بعد صلاة الجمعة 19 رجب من السنة المذكورة، وفي أثناء سفره لم يخل وقته من فائدة على جاري عادته، فسمع وكتب بالبلاد التي مر بها وهو في الطريق إلى الشام الكثير عن رفقته من القضاة والشيوخ المرافقين للعسكر المصري، ووصل الركب إلى دمشق في النصف من شعبان فنزل ابن حجر بالمدرسة العادلية الصغرى، وعقد مجلس الإملاء بجامع بني أمية فحضره جمع وافر من الأعيان والفضلاء والطلبة، وسمع في مدة إقامته في دمشق إلى العشرين من شعبان على من تهيأ له السماع منهم، وعلق بخطه أشياء كثيرة تزيد على مجلدين.
وفي أثناء توجهه إلى حلب، كتب بحمص عن محمد بن محمد بن القواس المخزومي، كما كتب بحماة عن شاعرها التقي بن حجة الحنفي أشياء من نظمه، وعن الشيخ نور الدين علي بن يوسف بن مكتوم الشيباني جزءا فيه عشرة أحاديث من «عشرة الحداد» وغيرها، وكذا عن الشمس محمد بن أحمد بن أبي بكر الحموي بن الأشقر حديثاً من البخاري. وكان دخولهم إلى حلب في الخامس من رمضان سنة 836 هـ، وأقاموا بها خمسة عشر يوماً، حل فيها ابن حجر ضيفاً على العلاء بن خطيب الناصرية قاضي الشافعية بحلب آنذاك، وأخذ عنه أشياء من نظمه، وسمع بها على برهان الدين سبط بن العجمي «الحديث المسلسل بالأولية»، و«مشيخة الفخر بن البخاري» تخريج ابن الظاهري وقد أحضرت له خصيصًا من دمشق لعدم توفرها بحلب يومئذِ، وسمع بعض «عشرة الحداد» على القاضي أبي جعفر بن الضياء والشهاب أحمد بن إبراهيم بن العديم.
وفي أثناء إقامته بحلب كان يذهب إلى ما جاورها من القرى والبلدان للأخذ عمن بها من المحدثين والمسندين والأدباء فسمع بظاهر البيرة من كمال الدين محمد بن البارزي، ورجع مع البدر العيني إلى بلده عينتاب وصليا عيد الفطر بها، وسمع عليه بظاهرها ثلاثة أحاديث، وسمع بمدينتي الباب وبزاعة من الشهاب أحمد بن أبي بكر بن الرسام الحموي شيئاً من أربعين القاضي المرداوي، وسمع على آخرين في بلدان أخرى. ثم عاد إلى حلب، فأقام بها حتى رجعت العسكر المصري في يوم السبت سابع ذي الحجة فرجع معهم ووصلوا القاهرة في يوم الأحد العشرين من المحرم سنة 837 هـ.
وقد حصل في رحلته هذه فوائد ونوادر علقها في تذكرته المسماة «جلب حلب» المحتوية على أربعة أجزاء حديثية، بالإضافة إلى ما يزيد على المجلدين مما انتقاه أو لخصه هناك. كما حدث هناك وعقد مجالس الإملاء بدمشق وحلب، وخطب بالسلطان في وداع السنة بجامع بني أمية، وصلى بالناس صلاة الكسوف بالجامع الكبير بحلب فما سلَّم إلا وقد انجلت الشمس وغربت. كما نبه أثناء مقامه هناك على فساد ما بثه الشمس الفرياني من الأسانيد المختلفة المركبة، فرجع الكثيرون عن الرواية عنه.

## شيوخه وتلاميذه

### شيوخه
لابن حجر العسقلاني العديد من الشيوخ في القراءات والفقه وأصوله ورواية الحديث النبوي، فمن شيوخه في القراءات والتجويد:
- إبراهيم بن أحمد التنوخي (709 - 800هـ)، لازمه ابن حجر ثلاث سنوات، وقرأ عليه الكثير من الكتب والمسموعات، وأجازه التنوخي بالإقراء سنة 796 هـ.
- صدر الدين بن عبد الرزاق السفطي المقرئ (ت 808هـ)، أكمل عنده حفظ القرآن.
- الشهاب ابن الفقيه علي الخيوطي (ت 807هـ)، رافقه في سماع الحديث وقرأ عليه القرآن تجويدًا.

ومن شيوخه في الفقه وأصوله:
- سراج الدين البلقيني (724 - 805هـ)، لازمه ابن حجر مدة، وقرأ عليه عدة أجزاء حديثية، وحضر دروسه الفقهية، وقرأت عليه كتاب الروضة، ودلائل النبوة، والمسلسل بالأولية.[59]
- ابن الملقن (723 - 804هـ)، قرأ عليه جزءا كبيرا من شرحه على المنهاج، وأجاز ابن حجر، وقرأ عليه السادس والسابع من أمالي المخلِّص، والمسلسل بالأولية، والجزء الخامس من مشيخة النجيب.
- الأبناسي، (725 - 802هـ)، كانت ملازمته له بعد سنة 790 هـ، قرأ عليه منهاج الطالبين وعمدة المفتين للنووي، وجزءا من سنن الترمذي والمسلسل بالأولية.
- ابن القطان المصري (730 - 813هـ)، كان يحضر دروسه في الفقه وأصوله واللغة والحساب، وقرأ عليه الحاوي الصغير، وأجازه، وكان أول شيوخه في الفقه.
- عز الدين بن جماعة (749 - 819هـ)، لازمه من سنة 790 هـ حتى وفاته، وأخذ عنه أصول الفقه، وقرأ عليه شرح منهاج البيضاوي، وجمع الجوامع، والمختصر الأصلي لابن الحاجب، وكان ابن حجر يُثني عليه.

ومن شيوخه في اللغة والنحو:
- الفيروز آبادي، اجتمع به ابن حجر في رحلته إلى اليمن، وأخذ عنه القاموس المحيط، وأذن له أن يرويه عنه.
- شمس الدين بن عبد الرزاق الغماري، سمع عنه البردة عن أبي حيان عن ناظمها، وأجازه.
- البدر البشتكي، لازمه سنين، وسمع منه الكثير من شعره، وقرأ عليه في علم العروض.
- المحب بن هشام، أخذ عنه ابن حجر العربية، وسمع منه مقدمة ابن الصلاح في علوم الحديث، وبعض الأجزاء الحديثية.

ومن شيوخه في الحديث النبوي:

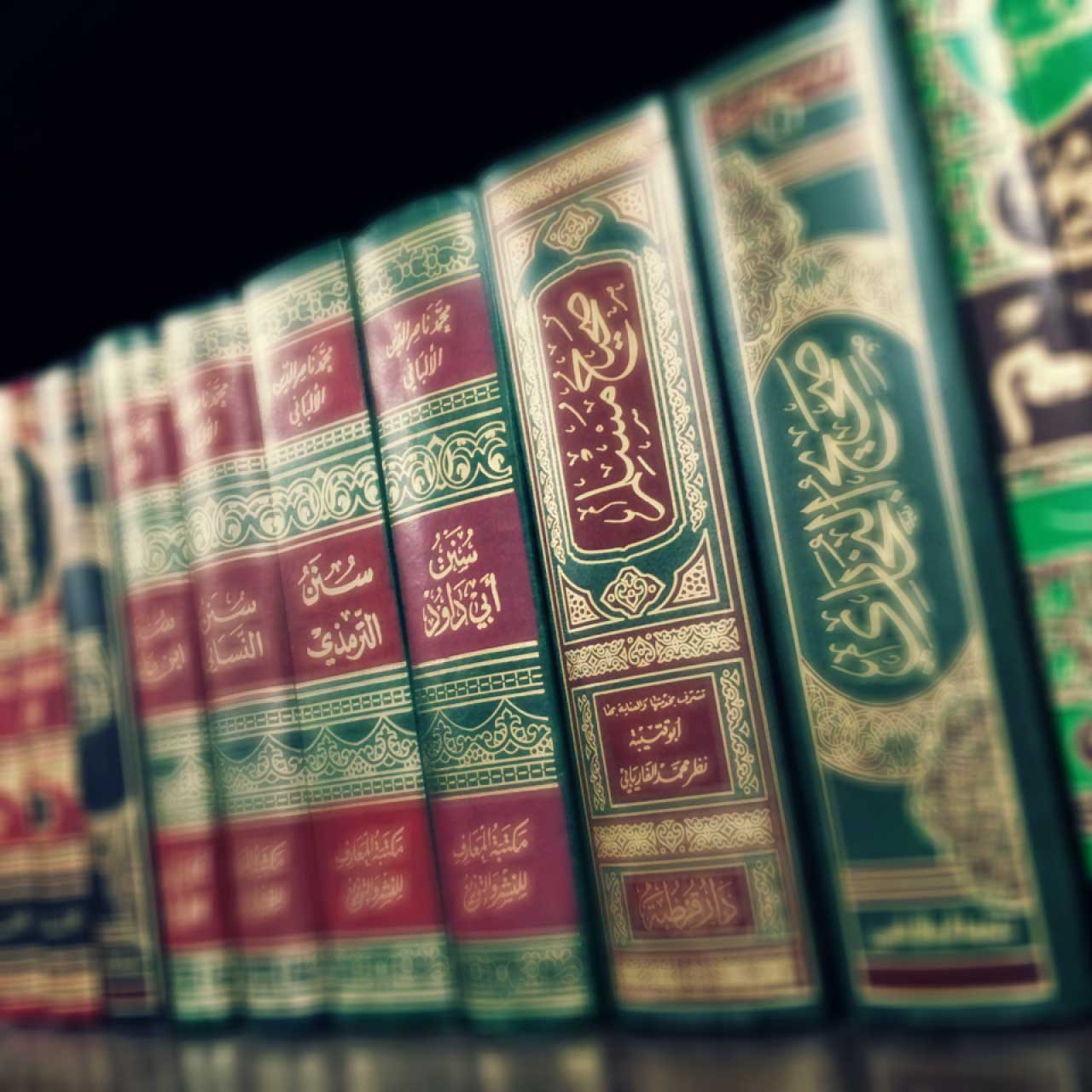
قرأ ابن حجر أغلب كتب الحديث النبوي على شيوخه.

- عبد الرحيم العراقي (725 - 806هـ)، لازمه ابن حجر عشر سنين، منها أثناء رحلته إلى الشام، وقرأ عليه العديد من المسانيد، وسمع منه ألفيته المعروفة بألفية العراقي.
- نور الدين الهيثمي (735 - 807هـ)، قرأ عليه قرينًا للعراقي، ومما قرأ عليه مجمع الزوائد ومنبع الفوائد، وجزءا من مسند أحمد، وزوائد المسند.
- جمال الدين بن ظهيرة (751 - 817هـ)، أول شيوخ ابن حجر في الحديث، التقى به وهو ابن اثنتي عشرة سنة 785 هـ في مكة، درس عليه عمدة الأحكام.
- فاطمة بنت المُنَجَّا التنوخية (712 - 803هـ)، قرأ عليها كتاب الأوائل لابن أبي شيبة، والأطعمة للدارمي السمرقندي، و«بر الوالدين» للبخاري، و«القناعة» و«العزلة والانفراد» لابن أبي الدنيا، وغيرها من الكتب.
- فاطمة بنت محمد بن عبد الهادي المقدسية (719 - 803هـ)، قال ابن حجر: «قرأت عليها الكثير من الكتب والأجزاء بالصالحية، ونعم الشيخة كانت.»،[60] ومما قرأ عليها الإيمان لابن منده، والتفسير المأثور عن مالك بن أنس، والدعاء للمحاملي، والسنن المأثورة للشافعي، والرحلة للخطيب البغدادي، وسجدات القرآن لإبراهيم الحربي، وغيرها.
- عائشة بنت محمد بن عبد الهادي المقدسية، أخت فاطمة، قال عنها ابن حجر: «وكانت سهلة في الإسماع، سهلة الجانب».

### تلاميذه
اشتهر ابن حجر وكثر تلاميذه، وذكر السخاوي 626 اسمًا من تلاميذه ممن أخذ عنه دراية ورواية، ومن أشهر تلاميذه:
- شمس الدين السخاوي
- برهان الدين البقاعي
- زكريا الأنصاري
- ابن الخضيري
- التقي ابن فهد المكي
- الكمال بن الهمام
- قاسم بن قطلوبغا
- ابن تغري
- أبو ذر ابن البرهان الحلبي
- ابن مزني
- ابن الشحنة
- ابن خطيب الناصرية
- ابن الغرابيلي
- زين الدين رضوان
- تغري برمش بن عبد الله
- أبو إسحاق بن درباس
- نفيس الدين العلوي
- الكلوتاتي
- البدر ابن التنسي
- شهاب الدين البوصيري
- محمد بن ناصر الدين السعدي الحنبلي
- أحمد بن محمد بن عبد الله بن كحيل
- شمس الدين ابن حسان
- شهاب الدين ابن الأخصائي
- ابن قوقب
- شهاب الدين المنوفي
- الشهاب التروجي
- الشهاب الإشليمي
- عبد الأول المرشدي
- الشرف الطنوبي
- إبراهيم الطباطبي
- المحب البكري
- نعمة الله الجرهي
- ابن الصيرفي
- فخر الدين التليلي
- ابن بصال
- أبو الوفا الصالحي
- ابن أبي شريف
- ابن قاضي عجلون
- البلبيسي المقدسي
- السراج بن برهان الدين الجعبري
- برهان الدين بن زين الدين الخضر

## الوظائف التي شغلها

### الإملاء

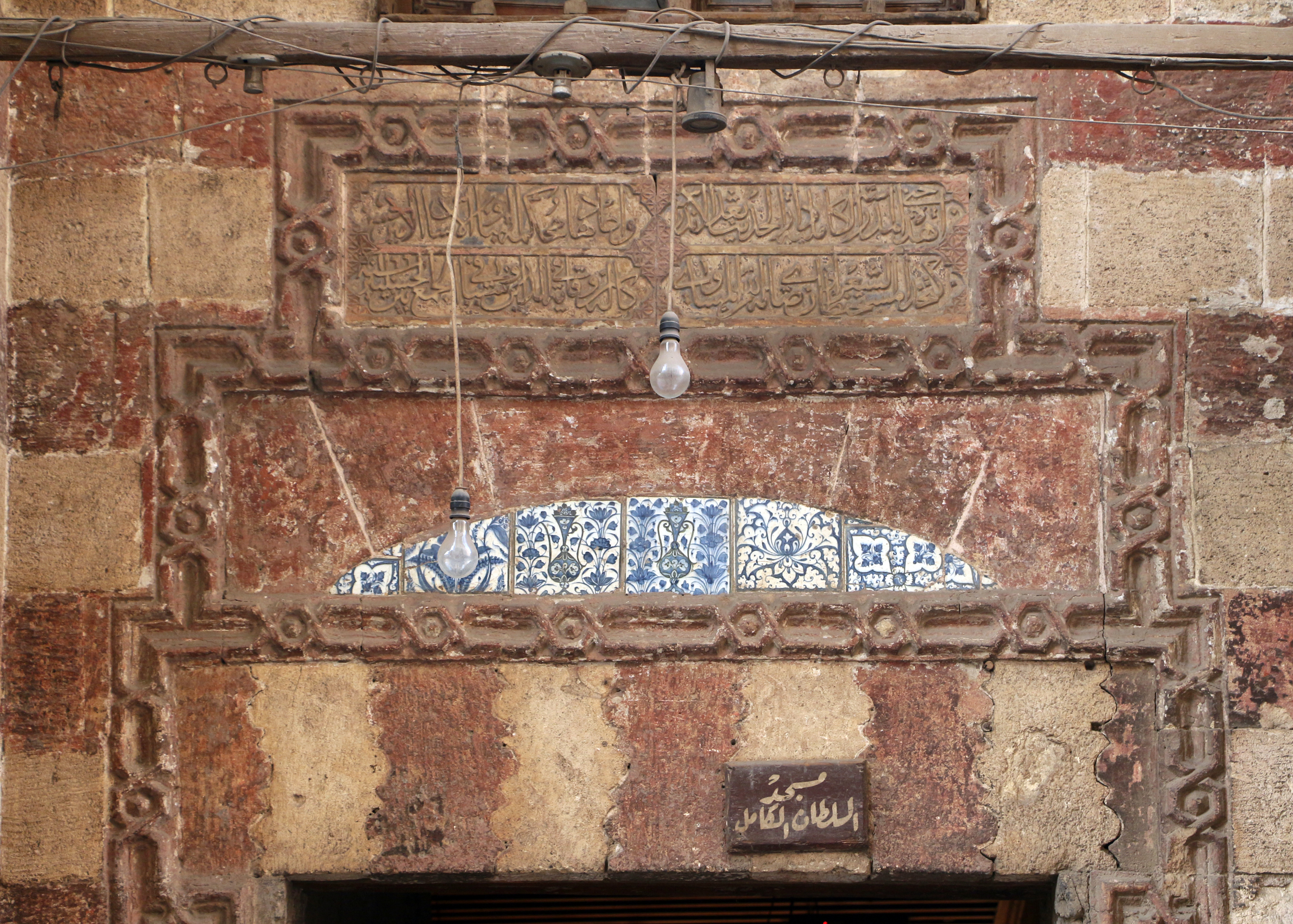
دار الحديث الكاملية بالقاهرة.

شرع الحافظ ابن حجر في عقد مجالس الإملاء(3) في سنة 808هـ، حيث أملى كتاب «الإمتاع بالأربعين المتباينة بشرط السماع»، من حديثه عن شيوخه، في ستة عشر مجلساً بالشيخونية، وبعضها بمنزله بمصر على شاطئ النيل، باستملاء الشهاب البوصيري. ثم أملى بعدها «عشاريات الصحابة المسماة بالإصابة» بالشَّيخونية أيضًا، وبالمدرسة الجمالية المستجدة برحبة العيد، أول مافتحت، وبالمدرسة المنكوتمرية المجاورة لمنزله، وبالخانقاه البيبرسية، حتَّى استكمل بالأمكنة المذكورة من «العشاريات» المشارِ إليها حوالي مائة مجلس في مدة سنتين. وعندما استقر بالقضاء، عقد مجلسه الحافل للإملاء بالخانقاه البيبرسية في يوم الثلاثاء 8 صفر سنة 827هـ، فأملى بها المجالس المطلقة التي لم يتقيِّد فيها بكتاب، بل في الغالب يحرِصُ على المناسبات في الأزمان والوقائع، ثمَّ شرع في إملاء تخريج الأحاديث والآثار الواقعة في «مختصر ابن الحاجب الأصلي» حتى أكمله في يوم الثلاثاء 17 رجب سنة 836هـ وبلغ عدد مجالسه 230 مجلسا في مجلد واحد.
ولم تقتصر أماليه على مصر، ففي أثناء وجوده بدمشق - صحبة الملك الأشرف - عقد مجلساً حافلاً بجامع بني أمية في يوم الثلاثاء 16 شعبان سنة 836هـ، باستملاء برهان الدين العجلوني، كما أملى بحلب سبعة مجالس باستملاء القاضي نور الدين علي بن سالم المارديني، ابتدأ فيها يوم الثلاثاء 15 رمضان من السنة المذكورة وختمها يوم الثلاثاء 12 ذي القعدة من السنة نفسها. وبعد عودته إلى مصر شرع في إملاء تخريج أحاديث «الأذكار» للنَّووي بالمدرسة البيبرسية، وكان الابتداء بها في يوم الثلاثاء 7 صفر سنة 837هـ، واستمر بالإملاء قبيل وفاته، وكان آخر مجلس أملاه سنة 852هـ. بدار الحديث الكاملية، وجملة ما أملاه 1150 مجلساً، وبلغت عدد مجلدات ما أملاه عشرة مجلدات، أملاه من حفظه مهذبة محررة متقنة، وقد أشار هو إلى أماليه في بعض قصائده التي نظمها قبل وفاته بقوله:

### التدريس
عَنيّ ابن حجر عناية فائقة بالتدريس واشتغل به ولم يكن يصرفه عنه شيء حتى أيام توليه القضاء، وغلب عليه تدريس عدة فنون، أشهرها:
- التفسير: اشتغل ابن حجر بتدريس التفسير بالمدرسة الحسنيَّة، والقبة المنصورية.
- الحديث: درّس ابن حجر الحديث بشتي علومه حتى اشتهر به وغلب عليه، ولقد كثرت المدارس التي تولى تدريس الحديث فيها. وكانت الشيخونية هي أوَّل مكان ولي فيه تدريس الحديث، بأمر السلطان فرج بن برقوق وذلك في شوال سنة 808هـ، يليها قبة الخانقاه البيبرسية، والمدرسة الجمالية المستجدَّة، والجامع الطُّولوني، والقبة المنصورية، كما ولي مشيخة الحديث بالمدرسة الزينية سنة 851هـ، ومشيخة إسماع الحديث بالمدرسة المحمودية، وولي أيضًا مشيخة دار الحديث الأشرفية بدمشق.
- الفقه: درّس ابن حجر الفقه بالشيخونية، والمدرسة الشَّريفية الفخرية، والكهاريَّة، وولي تدريس فقه الشافعية بالمؤيدية أوَّل ما فُتحت في ثالث جمادى الأولى سنة 822هـ، كما درّسه بالمدرسة الخروبية البدرية بمصر، والصَّالحية النجمية، والمدرسة الصلاحية المجاورة لقبة الإمام الشافعي.

وكانت طريقته في إلقاء الدروس متميزة عن أقرانه ويظهر فيها جانب الابداع بالنظر لما يثيره من مسائل تقوم على الاستنباط، والتشكيك، والنقد، وقد وصفه تلميذه السخاوي فقال:«إليه المنتهى في إلقاء الدروس على طريقةٍ لم أر نظيرهُ فيها، ويأتي في كل فن مِنْ بنات فكره استنباطًا واستدراكًا وتشكيكًا بما يُبهر عُلماء ذلك الفن، بحيث يقضون له بالسِّيادة فيه». وكان لايبدأ درسه حتى يقرأ سورة الأعلى، ويصلي على رسول اللَّه ﷺ، ويدعو له وللحاضرين والأئمة الماضين، وقد سُئل عن الحكمة في خصوص سورة الأعلى دُون غيرها، فقال: «قد تبعتُ في ذلك شيخنا العراقي، وفيها من المناسبة قوله تعالى: ﴿سَنُقْرِئُكَ فَلَا تَنْسَى ۝٦﴾، وقوله: ﴿فَذَكِّرْ إِنْ نَفَعَتِ الذِّكْرَى ۝٩﴾، وقوله: ﴿صُحُفِ إِبْرَاهِيمَ وَمُوسَى ۝١٩﴾ [الأعلى:19]».

### الإفتاء والخطابة
ولِيَ ابن حجر إفتاء دار العدل سنة 811هـ، واستمرت هذه الوظيفة معه حتى وفاته. واتسمت فتاويه بالإيجاز مع حصول الغرض منها، ولا سيما في المسائل التي لا نقل فيها. وبلغ معدل ماكان يكتبه في اليوم الواحد أكثر من ثلاثين فتيا، وقل أن يمضي له يوم لا يكتب في المجلس الواحد على نحو عشرين فتيا. وصنف ابن حجر كتاباً في الفتاوى سماه «عجب الدهر في فتاوى شهر»، وهو مجلد لطيف يشتمل على ثلاثمائة مسألة أجاب عنها في مدة شهر واحد.
ولي أيضًَا الخطابة في الجامع الأزهر سنة 819هـ، عوضاً عن خطيبه تاج الدين بن رزين، ثم تولى الخطابة بجامع عمرو بن العاص، كما كان يخطب بالسطان بجامع القلعة أيام تلبسه بالقضاء، على جاري عادة قضاة الشافعية آنذاك، وكذا خطب بالسُّلطان الأشرف برسباي بالجامع الأموي بدمشق، عندما صحبه في سفرة آمد. أما خُطبه فقد وصفها تلميذه السخاوي فقال: «كان لها صدع في القلوب، ويزداد وهو على المنبر مِنَ المهابة والنُّور والخَفَرِ ما لا أستطيع وصفه، بحيث كنتُ إذا نظرتُ إليه وهو على المنبر، يغلبِنُي البكاء»، كما أسندت إليه وظيفة الوعظ بجامع الظاهر بالحسينية، تلقاها عن الشيخ نور الدين الرشيدي بحكم وفاته.

### القضاء
عُرض على ابن حجر النيابة في القضاء قبل سنة 800هـ، وذلك من قِبل القاضي صدر الدِّين المناوي، إلا أنه امتنع، لأنه حينئذ كان لا يؤثر على الاشتغال بالحديث شيئًا. وفوض إليه الملك المؤيد القضاء بالمملكة الشامية مراراً فأبى وأصر على الامتناع وبالغ في الاستعفاء. إلا أن موقفه من القضاء بداء يتغير تدريجياً نتيجة لإسناد بعض المهام المتعلقة بالقضاء إليه، حيث ولَّاه الملك المؤيد الحُكم في قضية خاصَّة، هي الفصل بين ين الهروي قاضي الشَّافعية آنذاك، وبين خصومه الخليليين والمقادسة. ثم ناب في الحكم عن قاضي القضاة جلال الدين البلقيني مدة طويلة، ثم عن القاضي ولي الدين العراقي.
وفي السابع والعشرين من المحرم سنة 827هـ ولي قضاء قضاة الشافعية بالدِّيار المصرية، وذلك بتفويض من الملك الأشرف برسباي بعد انفصال القاضي علم الدين صالح البلقيني، ولم تدم مدة ولايته الأولى هذه في القضاء، فقد صرف نفسه في ذي القعدة من نفس العام. وفي أول رجب من سنة 828هـ أعيد للقضاء واستمر في المنصب هذه المرة إلى أن صرف بعلم الدين صالح البلقيني في صفر من سنة 833هـ، وظل يولّى ثم يُصرف في منصب قاضي القضاة، حتى صرف نفسه في جُمَادَى الثانية سنة 852هـ، بعد زيادة مدد ولايته على إِحْدَى وعشرين سنة، وزهد في القضاء زهدا تَاما لِكَثْرة ما توالى عليه من الأنكاد والمحن بسببه وَصرح بأَنّه لم تبْق في بدنه شَعْرَة تقبل اسم القضاء.

### وظائف أخرى
ولي ابن حجر مشيخة البيبرسية ونظرها، رغب له عن ذلك العلاء الحلبي في سنة 813 هـ، وولي أيضاً وظيفة خزن الكتب بالمدرسة المحمودية، والإشراف على ما فيها من النوادر، فقد كان بها نحو أربعة آلاف مجلد، وعمل ابن حجر لها فهرستًا على الحروف في أسماء التصانيف ونحوها، وآخر على الفنون، وكان يقيم بها في الأسبوع -غالبًا- يومًا واحداً، وتيسَّر على يده عود أشياء مما كان ضاع منها قبله. وقد رشح أيضًَا لبعض الوظائف فلم يقبلها، منها: التوجه إلى اليمن في الرسلية عن الملك المؤيد شيخ المحمودي، وتولي قضاء دمشق، وتولي قضاء اليمن وكتابة سرها للملك الأشرف إسماعيل بن العباس.

## وفاته

### مرضه ووفاته
بدأ المرض بالحافظ ابن حجر في ذي القعدة سنة 852هـ، ومع مرضه إلا أنه كان يواصل أعماله ويحضر مجالس الإملاء وهو ضعيف الحركة، يكتم عن الناس وعكه، وخشي الأطباء أن يناولوه مسهلًا لأجل سنه، فأشير «بلبن الحليب»، فتناوله، فلانت الطبيعة قليلًا، وأدى ذلك إلى نشاط يسيرٍ ونوع خِفَّة، ثم عاد الكتمانُ، وتزايد الألمُ بالمعدة، ولم يستطع أن يؤدي صلاة الأضحى الذي صادف يوم الثلاثاء، وهو الذي لم يترك صلاة جمعة ولا جماعة، وصلى الجمعة التي تلي العيد، وكان آخر ما سمع عليه فضل ذي الحجة لابن أبي الدنيا يوم عرفة، وتوجه إلى زوجته الحلبية، وقد احس بدنو أجله، فاعتذر عن انقطاعه عنها، واستعطف خاطرها واسترضاها، وكان يقول: «اللهم حرمتني عافيتك، فلا تحرمني عفوك»، ثم ينشد:
وقد تزايد المرض واشتد به، وتردد إليه الأطباء، وهرع النَّاسُ مِنَ الأمراء والقُضاة والعلماء والمباشرين والطَّلبة لعيادته، وممَّن حضر إليه: الأمير دولات باي، والقاضي وليُّ الدِّين السَّفطي، والبدر العيني، والقاضي سعد الدين بن الديري. وفي يوم الثلاثاء 14 ذي الحجة، اشتد عليه مرضه، وصار يصلي الفرض جالسًا، وترك قيام الليل، ثم تتابع عليه الصرع من يوم الأربعاء إلى أن توفي ليلة السَّبت في أواخر شهر ذي الحجة سنة 852هـ.
وقد اختلف مترجموه في تحديد تاريخ يوم وفاته، كما اختلفوا في تحديد يوم ولادته، مع اتفاقهم على أن وفاته كانت ليلة السبت من ذي الحجة، إلا أنهم اختلفوا أي سبت هو، فقال بعضهم كانت وفاته في الثامن والعشرين من ذي الحجة، وقال آخرون في التاسع عشر منه، وذهب فريق ثالث إلى أن وفاته كانت في الثامن عشر من ذي الحجة.

#### جنازته

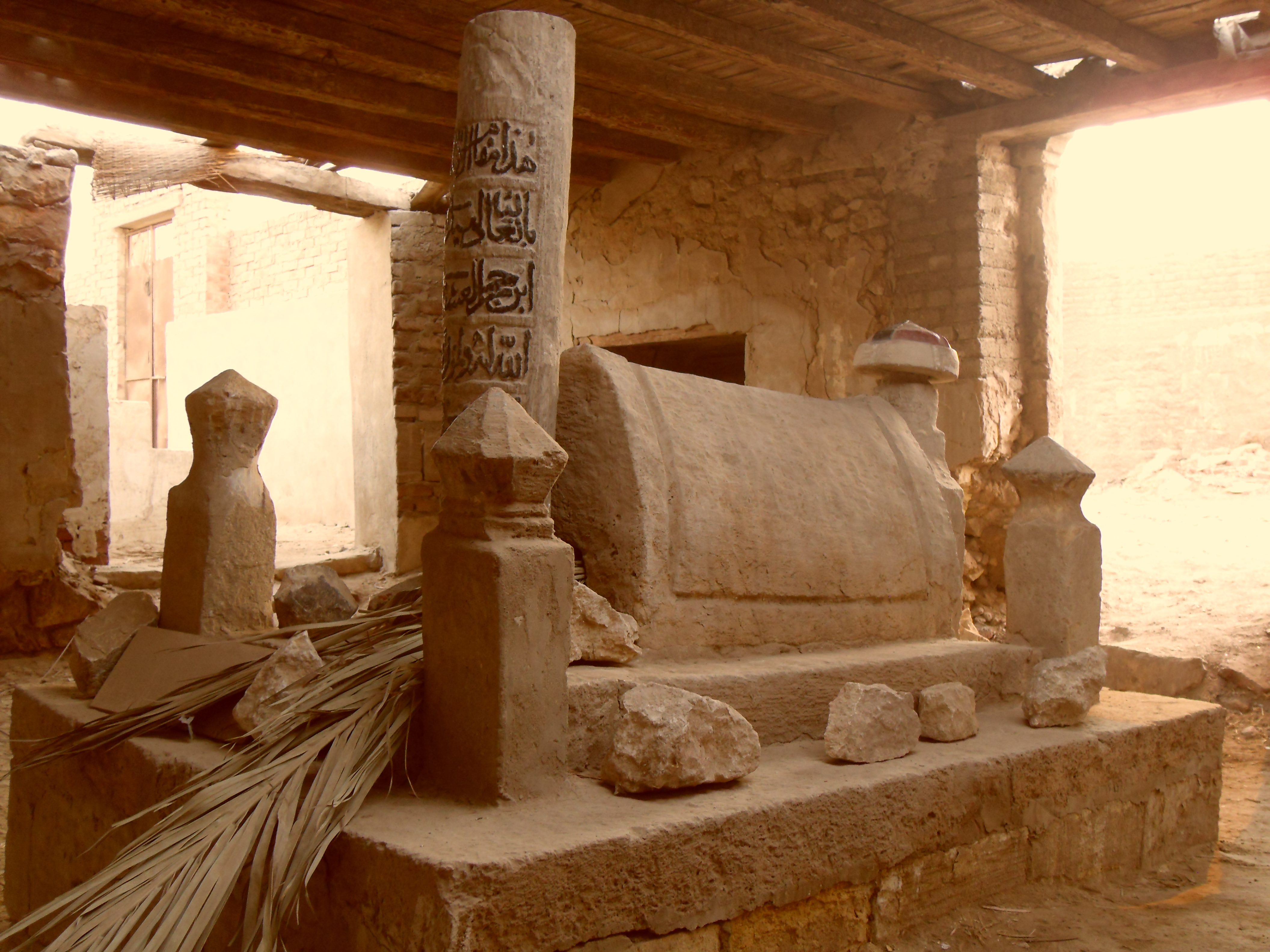
قبر ابن حجر العسقلاني.

كانت جنازته مشهودة، لم يكن بعد جنازة ابن تيمية أحفل منها، قال السخاوي: «وكانت ساعة عظيمة، وأمرًا مهولًا، ووقع النَّوْحُ في سائرِ النَّواحي مِنْ أصناف الخلق، حتَّى مِنْ أهل الذِّمَّة. واجتمع في جنازته مِنَ الخلق مَنْ لا يحصيهم إلا اللَّه عز وجل، بحيث ما أظن كبير أحد مِنْ سائر النَّاس تخلَّفَ عَنْ شهودها. وقفلت الأسواقُ والدَّكاكين، ويقال: إنَّه حُزِرَ مِنْ مشى في جنازته بنحو خمسين ألف إنسان، وعندي أنَّه لا يتهيأ حصرُهم، ولا يُدْرَك حدُّهم». وشيعته القاهرة كلها وحمل نعشه إلى مصلى المؤمني حيث أمر السلطان جقمق بأن يحضر إلى هناك، ومشى في جنازته الخليفة سليمان المستكفي بالله، والقضاة، والعلماء، والأُمراء، والأعيان بل غالب الناس، حَتَّى قيل عن بعض الأذكياء أنه حزر من مشى في الجنازة أكثر من خمسين ألف إنسان.

ولما وصلت جنازته المصلى أمطرت السماء على نعشه مطراً خفيفاً، ولم يكن زمان مطر، وفي هذه الواقعة يقول الشِّهابُ المنصوري:
وتقدم ليصلي عليه صلاة الجنازة الخليفة العباسي سليمان المستكفي بالله، بإذن من السلطان جقمق، وقيل صلى عليه قاضي القضاة علم الدين البلقيني. وبعد الصلاة حُملت الجنازة إلى المحل الذي عُيِّنَ لدفنه، في القرافة الصغرى، وتزاحم الأُمراء والأكابر على حمل نعشه، وكان ممن حمله السلطان جقمق، ومشى إِلى تربته من لم يمش نصف مسافتها قطّ، وانتهوا إلى تُربة بني الخرُّوبي المقابلة لجامع الدَّيملي، فدفن بين مقام الشافعي، ومقام الشيخ مسلم السلمي. وصُلي عليه صلاة الغائب في جميع أنحاء العالم الإسلامي، في مكة، وبيت المقدس، وحلب، والخليل، وغيرها من بلاد المسلمين.

#### وصيته
ترك ابن حجر عدَّةُ وصايا، اعتمدوا الأخيرة منها، وقد نقل السخاوي نصها عن سبطه يوسف بن شاهين، ومما ورد فيها أنه أوصى لطلبة الحديث النبوي والمواظبين على حضور مجالس الإملاء بجزء من تركته، حيث قال ما نصه:
| ابن حجر العسقلاني | وقد أوصيتُ لكلٍّ مِنْ طلبة الحديث النَّبويِّ المتحقِّقين بطلبه والاشتغال به أكثر مِنَ الاشتغال بغيره مِنْ سائر العلوم الدينيَّة ممَّن شهد لهم بذلك جماعة أهل العلم بالحديث، وهم: القاضي نور الدِّين ابن سالم، وبرهان الدين البقاعي، وتقي الدين القلقشندي، ونجم الدِّين عمر بن فهد المكي، وقطب الدين الخَيضري، وشمس الدين بن قمر إمام المدرسة الرُّكنية بَيبرس، ومحمد بن عبد الرحمن السَّخاوي، وفخر الدين عُثمان الدِّيمي، وزين الدين قاسم بن قطلوبغا الحنفي، بمائتي دينار، تقسم بينهم بالسَّويَّة، ولكلِّ مَنْ كان يواظبُ مجلس الإملاء بالسوية بينهم مائة دينار، ولكل مِنْ كان يتعاهد ذلك أحيانًا وأحيانًا منهم مائة دينار بينهم بالسَّوية، يقدَّمُ الأحوجُ فالأحوج. | ابن حجر العسقلاني |

### مراثيه
أفرد «شمس الدين السخاوي» في «الجواهر والدرر» فصلاً مهماً للشعراء الذين رثوا شيخه ابن حجر، ومن هؤلاء الشعراء: يوسف بن شاهين الكركي سبط ابن حجر، وبرهان الدين البقاعي، ومحيي الدين الكافياجي، وأبو هريرة عبد الرحمن ابن النَّقاش الأصم، والشِّهاب أحمد بن أبي السُّعود المنُوفي، كما رثاه الأديب شهاب الدين الحجازي بقصيدة طويلة تضم أكثر من خمسين بيتاً، مطلعها:

ورثاه المحب ابن القطان بقصيدة مطلعها:

ورثاه شهاب الدين المنصوري بقصيدة منها:

## أخلاقه وصفاته
وصفه تلميذه ابن تغري بردي بقوله: «وكان عفا الله عنه ذا شيبة نيرة ووقار وأبهة، ومهابة، هذا مع ما احتوى عليه من العقل والحكمة والسكون والسياسة والدربة بالأحكام ومداراة الناس، قل أن يخاطب الشخص بما يكره، بل كان يحسن لمن يسيء إِلَيْهِ ويتجاوز عمن قدر عليه، هذا مع كثرة الصوم ولزوم العبادة والبرّ والصدقات ؛ وبالجملة فإنه أحد من أدركنا من الأفراد». وقال تلميذه برهان الدين البقاعي وهو ممن لازمه طويلاً: «وهو أعجوبة في سرعة الفهم، وغاية في الحفظ، وآية في حسن التصور، له حدس يظن أنه الكشف، وفكر كأن وقته خفي اللطف، وتأمل يرفع الأستار من غوامض الأسرار، وصبر متين، وجلد مبين، وقلب على نوب الأيام ثابت، وجنان من صروف الدهر غير طائش. ما رأيت أكظم منه للغيظ بحيث لا يظهر عليه الغضب إلا نادراً، ولا أجلد على ريب الزمان، يتلقاه بصدر واسع، ويظهر البشاشة حتى يظن من لاخبرة له أنه سر بذلك، يستعين على الشدائد بالصبر والصلاة». وقد خصص السخاوي باباً كاملاً في ذكر صفات شيخه الخُلقية وهو الباب السابع من كتابه «الجواهر والدرر».
يقول محمد إسحاق كندو: «ومن الصفات التي امتاز بها الحافظ ابن حجر التواضع والبعد عن التباهي بما منحه الله من مواهب وطاقات عقلية وعلمية، وكان لا يتأنق في ملبسه، ولا في مأكله ومشربه، ولا في كلامه، وكان ورعًاً، شديد التحري فيما يأكل أويشرب، أو يلبس، فينتقي الحلال الطيب، ويتجنب الحرام والمشبوه. كما كان في غاية السماحة، والسخاء، والبذل، مع قصده إخفاء ذلك. ولقد زان كل تلك الخلال الفريدة، والخصال المجيدة، ملازمته العبادة وحرصه على عدم تخلية وقته منها، فلقد كان صواماً بالنهار قواماً بالليل، مكثراً من الحج إلى بيت الله الحرام، مداوماً على الذكر والتسبيح والاستغفار في جميع أحواله. معظّماً لجناب الرسول ﷺ محترماَ لسنته ومتبعاً لهديه، مدافعاً عن أحاديثه، منكراً للبدع، شديد الوطأة على المتجرئين على حدود الله تعالى».

### صفاته الشكلية
كان ابن حجر ربعة للقصر أقرب، أبيض اللون، منور الصورة، مليح الشكل، صبيح الوجه، كثّ اللحية أبيضها، قصير الشارب، حسن الشيبة نيّرها، صحيح السمع والبصر، ثابت الأسنان نقيّها، صغير الفم، قوي البنية، عالي الهمة، وفيّ الهامة، نحيف الجسم، فصيح اللسان، شجي الصوت، خفيف المشية، جيد الذكاء، عظيم الحذق لمن ناظره أو حاضره، هذا مع سكون ووقار وأبهة وثبات، تاركاً لما لا يعنيه، طارحاً للتكلف، كثير الصمت إلا لضرورة، شديد الحياء.

## مذهبه الفقهي
ذكرت العديد من المصادر التي ترجمت لابن حجر أنه كان شافعي المذهب، وله مؤلفات فقهية في المذهب الشافعي، منها شرح الروضة في الفروع للنووي، وقد اختصر ابن حجر «الروضة»، ثم شرحه، ذكره حاجي خليفة في كشف الظنون. وذكر الكتاني أنه انتقل في آخر حياته إلى المذهب المالكي، قال الكتاني: «ومن الغرائب التي تتعلق بترجمته ما في ثبت الشهاب أحمد بن القاسم البوني: أن الحافظ انتقل في آخر عمره لمذهب مالك قال: كما رأيت ذلك بخطه في مكة المكرمة.» ثم استدرك قائلًا: «ولعل رجوعه في مسألة أو مسألتين.».
وكان ابن حجر يجتهد ويُرجح بعض الأقوال الفقهية حتى لو كانت مخالفة لمعتمد المذهب الشافعي، ويظهر ذلك في كتابه فتح الباري، مثل ترجيحاته في مسألة عدد من تنعقد بهم الجمعة، ومسألة الجهر بالقراءة في صلاة الكسوف، وقراءة البسملة مع الفاتحة في الصلاة، ومسألة سجود السهو وموضعه قبل السلام أو بعده، وغيرها من المسائل.

## عقيدته
لم يُصرح ابن حجر بمذهبه في العقيدة صراحةً في مؤلفاته، ولم يُؤلف في باب العقيدة، ولم تذكر المصادر القديمة التي ترجمت له شيئًا عن عقيدته، إلا السخاوي حيث نقل عن محمد بن عبد الهادي المقدسي قوله: «كان محباً للشيخ تقي الدين ابن تيمية، معظمًا له، جاريًا في أصول الدين على قاعدة المحدثين.»، بينما ينسبه عدد من المعاصرين للأشاعرة، كون المذهب السائد في العصر المملوكي هو المذهب الأشعري، وكونه يميل في فتح الباري إلى تأويل الصفات، بينما خالف ابن حجر الأشاعرة في مسائل في العقيدة مثل مبدأ القصد والنظر، وأول الواجب على المكلف، وذمه لعلم الكلام.
لذلك اختلف المعاصرون في المذهب العقدي لابن حجر، فجزم أحمد عصام الكاتب أنه أشعري العقيدة، وينسبه أغلب الأشاعرة إلى المذهب، بينما يرى سفر الحوالي أنه أقرب إلى عقيدة مُفوضة الحنابلة، فيقول: «والذي أراه أن الحافظ أقرب شيءٍ إلى عقيدة مفوضة الحنابلة كأبي يعلى ونحوه، ممن ذكرهم شيخ الإسلام في درء تعارض العقل والنقل ووصفهم بمحبة الآثار، والتمسك بها، ولكنهم وافقوا بعض أصول المتكلمين، وتابعوهم ظانين صحتها عن حسن نية.». ويرى محمد إسحاق كندو أنه وافق الأشاعرة في مسائل وخالفهم في مسائل.

### آراؤه في العقيدة والأصول
- في الصفات: يرى ابن حجر إما التفويض أو التأويل في مسائل الصفات، فيقول: «أحدهما يقول: لا نؤول شيئًا منها، بل نقول: الله أعلم بمراده، والآخر يؤول فيقول – مثلاً – معنى الاستواء الاستيلاء، واليد القدرة، ونحو ذلك.»،[112] ولكنه يرى عدم وجوب التأويل، ويروي عن الجويني قوله:[112] «ذهب أئمة السلف إلى الانكفاف عن التأويل، وإجراء الظواهر على مواردها، وتفويض معانيها إلى الله تعالى.»، ويقول:[113] «وقال ابن المنير: وجه الاستدلال على إثبات العين لله من حديث الدجال من قوله: «إن الله ليس بأعور»، من جهة أن العور عرفًا عدم العين وضد العور ثبوت العين، فلما نزعت هذه النقيصة لزم ثبوت الكمال بضدها وهو وجود العين، وهو على سبيل التمثيل والتقريب للفهم لا على معنى إثبات الجارحة، قال: ولأهل الكلام في هذه الصفات كالعين والوجه واليد ثلاثة أقوال: أحدها: أنها صفات ذات أثبتها السمع ولا يهتدي إليها العقل، والثاني: أن العين كناية عن صفة البصر، واليد كناية عن صفة القدرة، والوجه كناية عن صفة الوجود، والثالث: إمرارها على ما جاءت مفوضا معناها إلى الله تعالى، وقال الشيخ شهاب الدين السهروردي في كتاب العقيدة له: أخبر الله في كتابه وثبت عن رسوله الاستواء والنزول والنفس واليد والعين، فلا يتصرف فيها بتشبيه ولا تعطيل، إذ لولا إخبار الله ورسوله ما تجاسر عقل أن يحوم حول ذلك الحمى، قال الطيبي: هذا هو المذهب المعتمد وبه يقول السلف الصالح، وقال غيره: لم ينقل عن النبي ﷺ ولا عن أحد من أصحابه من طريق صحيح التصريح بوجوب تأويل شيء من ذلك، ولا المنع من ذكره، ومن المحال أن يأمر الله نبيه بتبليغ ما أنزل إليه من ربه، وينزل عليه ﴿ الْيَوْمَ أَكْمَلْتُ لَكُمْ دِينَكُمْ﴾، ثم يترك هذا الباب فلا يميز ما يجوز نسبته إليه، مما لا يجوز مع حضه على التبليغ عنه بقوله: «ليبلغ الشاهد الغائب»، حتى نقلوا أقواله وأفعاله وأحواله وصفاته وما فعل بحضرته، فدل على أنهم اتفقوا على الإيمان بها على الوجه الذي أراده الله منها، ووجب تنزيهه عن مشابهة المخلوقات بقوله تعالى ﴿لَيْسَ كَمِثْلِهِ شَيْءٌ ۖ﴾ فمن أوجب خلاف ذلك بعدهم فقد خالف سبيلهم.»، وكذلك فوَّض معنى الاستواء وحديث نزول الله إلى السماء الدنيا في الثلث الأخير من الليل، حيث قال عن الاستواء في مقدمة فتح الباري:[114] «هو من المتشابه الذي يفوض علمه لله تعالى.».[115]
- علم الكلام: كان ابن حجر يرى عدم الخوض في الكلام، ونقل الأقوال التي تؤيد قوله، فكان مما قاله: «ويكفي في الردع عن الخوض في طرق المتكلمين ما ثبت عن الأئمة المتقدمين كعمر بن عبد العزيز ومالك بن أنس والشافعي، وقد قطع بعض الأئمة بأن الصحابة لم يخوضوا في الجوهر والعرض وما يتعلق بذلك من مباحث المتكلمين، فمن رغب عن طريقهم فكفاه ضلالًا. قال: وأفضى الكلام بكثير من أهله إلى الشك، وببعضهم إلى الإلحاد وببعضهم إلى التهاون بوظائف العبادات، وسبب ذلك إعراضهم عن نصوص الشارع وتطلبهم حقائق الأمور من غيره، وليس في قوة العقل ما يدرك ما في نصوص الشارع من الحكم التي استأثر بها، وقد رجع كثير من أئمتهم عن طريقهم.».[116]
- انتقاد دخول الفلسفة في الدين: يرى ابن حجر أن دخول الفلسفة الإغريقية في الدين، واعتمادها من بعض المتكلمين أدى لظهور الكثير من البدع، حيث قال في شرحه لحديث «وشر الأمور محدثاتُها، وكل مُحدثة بدعة»: «وقد توسع من تأخر عن القرون الثلاثة الفاضلة في غالب الأمور التي أنكرها أئمة التابعين وأتباعهم، ولم يقتنعوا بذلك حتى مزجوا مسائل الديانة بكلام اليونان، وجعلوا كلام الفلاسفة أصلًا يردون إليه ما خالفه من الآثار بالتأويل ولو كان مستكرها، ثم لم يكتفوا بذلك حتى زعموا أن الذي رتبوه هو أشرف العلوم وأولاها بالتحصيل، وأن من لم يستعمل ما اصطلحوا عليه فهو عامي جاهل، فالسعيد من تمسك بما كان عليه السلف واجتنب ما أحدثه الخلف.».[109][117]
- نقد مبدأ القصد والنظر: انتقد ابن حجر مبدأ القصد والنظر، وهو أول الواجب على المكلف عند الأشاعرة، وقال:[116] «وقد وافق أبو جعفر السمناني وهو من رؤوس الأشاعرة وكبارهم بأن هذه المسألة من مسائل المعتزلة بقيت في مقالة الأشعري من مسائل المعتزلة، وتفرع عليها أن الواجب على كل أحد معرفة الله بالأدلة الدالة عليه، وأنه لا يكفي التقليد في ذلك.».[109]
- نقده للقول بوحدة الوجود والقائلين بها: يرى ابن حجر كفر من يقول بوحدة الوجود والاتحاد، وقد ذكر ذلك في ترجمته لابن الفارض في لسان الميزان، وأخذ هذا القول من شيخه سراج الدين البلقيني، فيقول: «وقد كنتُ سألتُ شيخَنا الإمام سراج الدِّين البلقينيَّ عن ابنِ عربيٍ فبادَرَ الجوابَ بأنه كافرٌ، فسألتُه عن ابنِ الفارض فقال: لا أحبُّ أَنْ أتكلَّم فيه، قلت: فما الفرق بينهما والموضعُ واحدٌ، وأنشدتُه مِنَ التائية، فقطع عليَّ بعد إنشاد عِدَّةِ أبياتٍ بقوله: هذا كفرٌ هذا كفرٌ.».[118]

## الآراء والمواقف حوله

### ثناء الأئمة عليه
أثنى على الحافظ بن حجر أشياخه، ومعاصروه من أقرانه، وتلامذته، والأئمة الكبار من بعده. ومن ذلك:
- ما قاله شيخه الحافظ العراقي: «الشيخ العالمُ والكامل الفاضل، الإمامُ المحدِّثُ، المفيدُ المجيدُ الحافظ المتقن، الضابط، الثقة المأمون، شهاب الدين أحمد أبو الفضل». إلى أن قال:«فجمع الرُّواةَ والشُّيوخ، وميَّز بين النَّاسخ والمنسوخ. وجمع الموافقات والأبدال. وميَّز بين الثِّقات والضعفاء مِنَ الرِّجال، وأفرط بجِدِّه الحثيث، حتى انخرط في سلك أهل الحديث، وحصل في الزَّمن اليسير على علم غزير».[32]
- وقال تلميذه السخاوي في الجواهر والدرر: «فأما ثناء الأئمة عليه فاعلم أن حصر ذلك لا يستطاع وهو في مجموعه كلمة إجماع».[32] وقال في الضوء اللامع: «شهد له القدماء بالحفظ والثقة والأمانة والمعرفة التامة والذهن الوقاد والذكاء المفرط وسعة العلم في فنون شتى وشهد له شيخه العراقي بأنه أعلم أصحابه في الحديث».[119] وقال أيضاً في الضوء اللامع: «شيخي الأستاذ إمام الأئمة».[120]
- وقال الحافظ السيوطي: «فريد زَمَانه، وحامل لِوَاء السّنة فِي أَوَانه، ذهبي هَذَا الْعَصْر ونضاره، وجوهره الَّذِي ثَبت بِهِ على كثير من الاعصار فخاره، أَمَام هَذَا الْفَنّ للمقتدين، ومقدم عَسَاكِر الْمُحدثين، وعمدة الْوُجُود فِي التوهية والتصحيح، وَأعظم الشُّهُود والحكام فِي بَابي التَّعْدِيل وَالتَّجْرِيح».[27] وقال السيوطي أيضًَا في طبقات الحفاظ: «شيخ الإسلام وإمام الحفاظ في زمانه وحافظ الديار المصرية وحافظ الدنيا مطلقًا قَاضِي الْقُضَاة شهَاب الدّين أَبُو الْفضل».[11]
- وقال الإمام الشوكاني في البدر الطالع: «الحافظ الكبير الشهير الإمام المنفرد بمعرفة الحديث، وعلله في الأزمنة المتأخرة».[14] وقال: «وتصدى لنشر الحديث، وقصر نفسه عليه مطالعة وإقراءً وتصنيفًا، وتفرد بذلك وشهد له بالحفظ والإتقان القريب والبعيد والعدو والصديق؛ حتى صار إطلاق لفظ الحافظ عليه كلمة إجماع ورحل الطلبة إليه من الأقطار، وطارت مؤلفاته في حياته، وانتشرت في البلاد، وتكاتبت الملوك من قطر إلى قطر في شأنها».[14]
- وقال عنه برهان الدين الأبناسي: «الشيخ الإمام العلامة، المحدث المتقن المحقق الشيخ شهاب الدين أبو الفضل أحمد بن الشيخ الإمام العالم صدر المدرسين، مفتي المسلمين أبي الحسن علي الشهير بابن حجر».[32]
- وقال أبو زرعة العراقي تعليقاً على بعض تخاريج ابن حجر: «وقفت على هذا التَّخريج الذي لا مِثْلَ له. ووقفتُ عند ما تضمنَّه مِنَ المحاسن المُجْمَلة والمفصَّلة، واعترفتُ بأنَّه المجموع الجامع للفوائد،والبحر الحاوي للفرائد، وقضيتُ العجب مما حواه، لمَّا أمعنت النظر فيما رواه. وكيف لا يكونُ بهذه الأوصاف الزاهرة، وهو صادرٌ عَنْ صاحب الفضائل الباهرة، الشيخ الإمام، والسيد الهمام، ذي الأوصاف الحميدة، والمناقب العديدة، جمال المحدثين، مفيد الطالبين، شهاب الدين أبي الفضل، أفاض اللَّه عليه مِنْ فضله، وجمع له بين وابِلِ الخير وطَلِّه. فما هي إلا فوائدُ تُضْبَطُ، وما هو إلا مفيد يُغبط. فلقد ظهرت بهذا التَّخريج فوائده الجمَّة، لما أبدى فيه مِنَ الفوائد المهمة. ولقد سلك طريق السَّلف الماضين، والأئمة المتقدمين، فيا حُسْنَ ما انتقى، ويا عُلُوَّ ما ارتقى. لقد حلَّ هذا الشهاب محل الشُّهب الثواقب، وصار فضله في الخافقين مَسِيرَ الكواكب. فكم له محاسن لا تُنكر، وفضائل لا شاذَّ فيها ولا مُنْكَر».[32]
- وقال سبط بن العجمي: «وهذا الرَّجلُ في غايه ما يكونُ مِنَ استحضارِ الرِّجال والكلام فيهم. وله مؤلفات كثيره في تراجمهم. وله كتاب "لسان الميزان" كتابٌ حَسَنٌ، فيه فوائد. وله "شرح على البخاري" لم يكمله، نظرت فيه بعضَ نظرٍ. وله أخلاقٌ حسنة، ونوادرُ، وسُكُون، ويستحضر أشياء حسنةً مليحةً. وأمَّا الحديثُ، فله معرفةٌ تامَّةٌ برجاله المتقدمين والمتأخرين بتراجمهم وهو جملة  حسنة، لا أستحضر أنِّي رأيتُ مثله في معرفة رجاله المتقدِّم والمتأخِّر».[32]
- وكتب تقي الدين أبو بكر الدِّجْوي على بعض تخاريج الحافظ ابن حجر ما صورته: «فقد وقفت على هذا التخريج البديع مثالًا، المنيع منالًا، الفائق حسنًا وجمالًا، فلم يدع لقائل مقالًا، إلا أن يقول: (هكذا هكذا وإلا فلا لا). فلقد أُوتي هذا بسطةً في العلم واللَّسْن، وكيف لا؟ وهو الإمام ابن الإمام أبو الفضل بن أبي الحسن. لقد بهر ابنُ حجر بفضله العقولَ والأفكار، كما فاق حَجَرُه الياقوت بل غيره من الحجَّار ﴿وَإِنَّ مِنَ الْحِجَارَةِ لَمَا يَتَفَجَّرُ مِنْهُ الْأَنْهَارُ﴾ البقرة: 74. فإنه جمع فأوعى، وأوعب جمعًا، وأبدع لفظًا ومعنى، وجمع إحسانًا وحُسْنًا. فلو شاهد حسنه الجمالُ المِزِّيُّ، لأطنب في الثناء وأسهب، أو الذهبيُّ، لذهب في الإعجاب كلَّ مذهب، أو ابن عبد الهادي، لاهتدى به واقتفى أثره، أو ابن كثير، لكاثر ببعضه واستكثره. فشكرًا لهذا الإمام شكرًا، فلقد جمَّل مصره، وجدد لها في الحفاظ ذكرًا».[32]
- وقال القاضي قطب الدين الخيضري: «شيخُنا الإمام، شيخ الإسلام، ملك العلماء الأعلام، إمام الحفاظ، فارس المعاني والألفاظ، قدوة المحدِّثين، أستاذ المحققين، عُمدة المخرِّجين، علم الناقدين، محطُّ رحال الطالبين، ساقي الظِّماء مِنْ صافي الماء المعين، لأنه البحر الذي لو رآه ابن معين، لصار فيه يعوم، أو البخاري، لكان للشُّرب منه يروم، ولو أدركه الدارقطني لحام حول حماه واستقطنه، أو الطبراني، لم يحلل من رحلته إلا عنده وكان استوطنه، لأنه حاملُ راية أهل الحديث بكَلِّها، وفارس ميادين علومه كُلِّها، لو اجتمع به ابن عساكر، لكان بعسكره مِنْ بعض جُنده، أو ابن مأكولا الأمير، لصار مِنْ أنصاره وذوي رفْدِه، ولو سمع به ابن السَّمعاني، لاستمع إلى كلامه، ولو لحقه ابنُ عبد البرِّ، لأقسم بارًّا أنه لا يتمهَّدُ في أحواله إلا بِدُرِّ نظامه. فهو صاحبُ المصنَّفاتِ التي سارت بها الرُّكبان غربًا ومشرقًا، والمؤلفات التي أضحى بها شهاب سعادته في أفق السماء مُشرقًا. إمام المحدثين، كنز المستفيدين، قاضي القضاة، أبو الفضل شهاب الدين».[32]
- وقال تقي الدين القلقشندي: «قاضي القضاة، شيخ الإسلام، حامل لواء سنة سيد الأنام، حافظ العصر، علامة الدهر، بليغُ زمانه، واحدٌ أوانه، حُجَّةُ اللَّه على العباد، مُذِلُّ ذوي الباطل والعناد، بقية المجتهدين، محطُّ رحالِ القاصدين، عَلَمُ المسلمين، محيي سُنَّة سيد المرسلين، بغية الطالبين، وليُّ اللَّه، شيخنا وشيخُ شيوخنا».[121]
- وقال ابن قاضي شهبة: «بقية العلماء الأعلام، قاضي القضاة، وصاحب المصنفات التي سارت بها الركبان. وقال: وبالجملة فهو إمام زمانه، وحافظ وقته أوانه، وعنده من الذكاء والفطنة وصفاء القريحة ما تحيّر فيه الأمصار».[32]
- وقال عبد الحي العكبري: «انتهى إليه معرفة الرجال واستحضارهم ومعرفة العالي والنازل وعلل الأحاديث وغير ذلك وصار هو المعول عليه في هذا الشأن في سائر الأقطار».[122]
- وقال البقاعي: «شيخ الإسلام، وطراز الأنام، عَلَم الأئمة الأعلام، حافظ العصر، وأستاذ الدهر، سلطان العلماء، ملك الفقهاء».[32]
- وقال ابن العماد في شذرات الذهب: «"شيخ الإسلام علم الأعلام أمير المؤمنين في الحديث حافظ العصر».[15]
- وكتب تقي الدين الكرماني بخطه على الكراس الأول من كتاب «الأوائل» تصنيف ابن حجر ما نصه:[32]

### انتقادات ومآخذ
- التعصب ضد الحنفية: انتقد أنور شاه الكشميري ابن حجر، وقال أنه متعصب ضد الحنفية، حيث قال: «لا يريد أن ينتفع الحنفية من كلامه ولو بجناح بعوضة. فإن حصل، فذلك بلا قصد منه»، وقال «يتطلب دائمًا مواقع العلل، ويتوخى مواضع الوهن من الحنفية. ولا يأتي في أبحاثه ما يفيد الحنفية. ويقول شيئاً، وهو يعلم خلاف ذلك. ولا يليق بجلالة قدره ذلك الصنيع. وحاشايَ أن أغض من قدر الحافظ ابن حجر الذي يستحقه، وإنما هي حقائق ناصعة، ووقائع ثابتة، يجب على الباحث الناقد أن يعرفها. عفا اللّه عنه، وبدّل سيئاته حسنات».[123]
- التساهل في تصحيح الأحاديث الحسنة: يرى بعض الباحثين مثل مصطفى إسماعيل السليماني وسامر ناجح سمارة ومحمد خلف سلامة أن ابن حجر كان يتساهل في تصحيح الأحاديث الحسنة، قال مصطفى إسماعيل السليماني: «وأما ابن حجر من جهة تصحيح الأحاديث والكلام عليها: فهو إلى التساهل أقرب، وقد بان لي هذا جليًا عند تحقيقي للفتح، هذا، ومما ينبغي التنبه له أن ما كان عند ابن حجر من تساهل في التحسين فذلك وصف لا ينفرد به ابن حجر، بل يشاركه فيه أغلب المتأخرين، أشار إلى هذا المسلك عند المتأخرين، بل صرح به المعلمي اليماني في الأنوار الكاشفة».[124]
- التناقض في بعض أحكام الجرح والتعديل: مما يؤخذ على ابن حجر، كثرة تناقضه في أحكامه، يقول صاحب كتاب تحرير التقريب: «ابن حجر يتناقض في أحكامه تناقضًا عجيبًا، فهو يوثِّق الرجل هنا أو يضعِّفه، ويضعفه أو يوثقه في كتاب آخر».[125]
- الميل إلى التفويض والتأويل في الصفات: يأخذ علماء السلفية على ابن حجر الميل إلى التفويض والتأويل في الصفات في كتابه فتح الباري، وقد ألف علي بن عبد العزيز الشبل كتاب «التنبيه على المخالفات العقدية في فتح الباري لابن حجر»،[123] وذكرت اللجنة الدائمة للبحوث العلمية والإفتاء في فتوى لها أنه من كبار علماء المسلمين لكنه أخطأ فيما تأوله من النصوص.[126]

## مصنفاته

### ابتداؤه في التصنيف

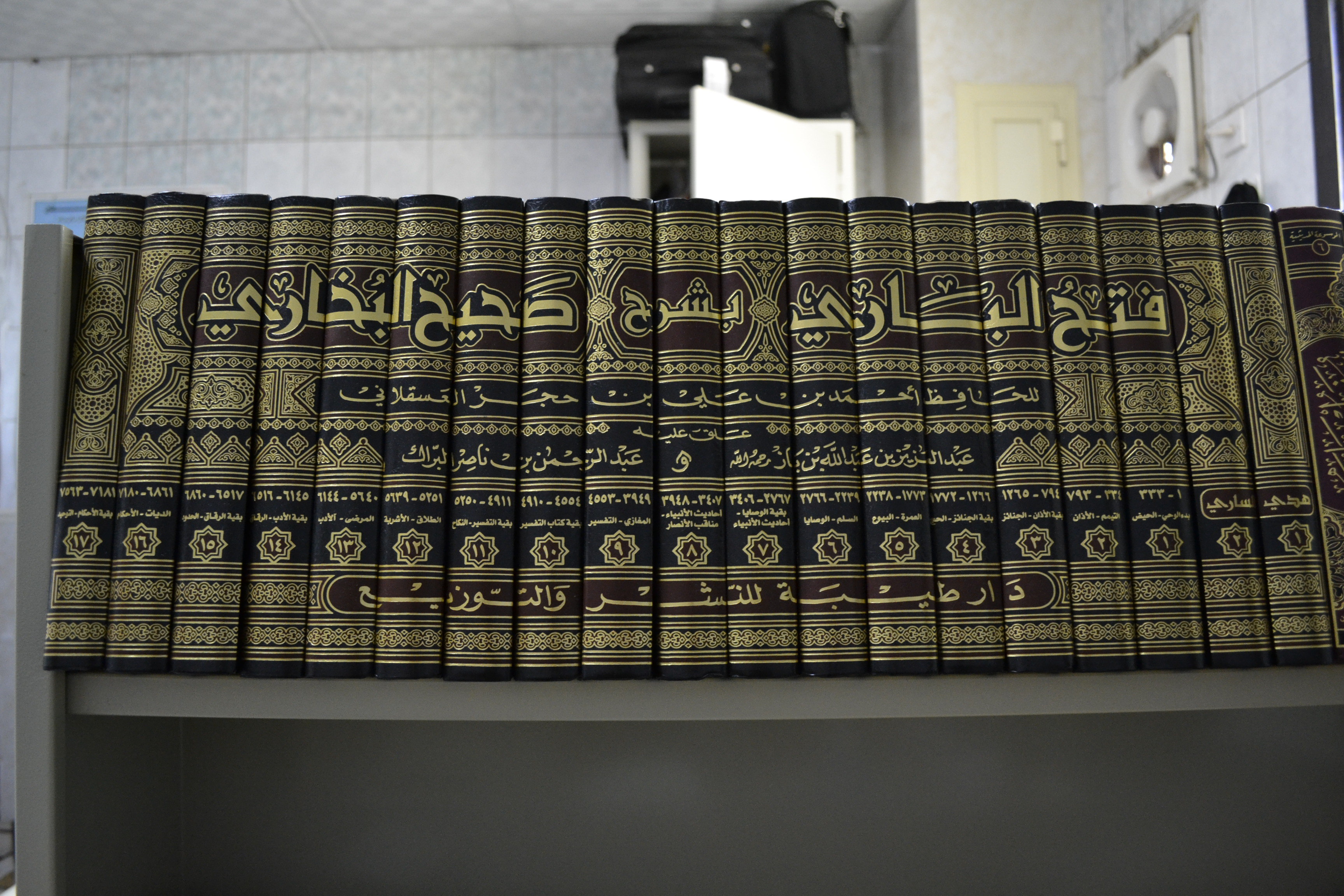
مجلدات فتح الباري شرح صحيح البخاري مصفوفة على أرفف مكتبة.

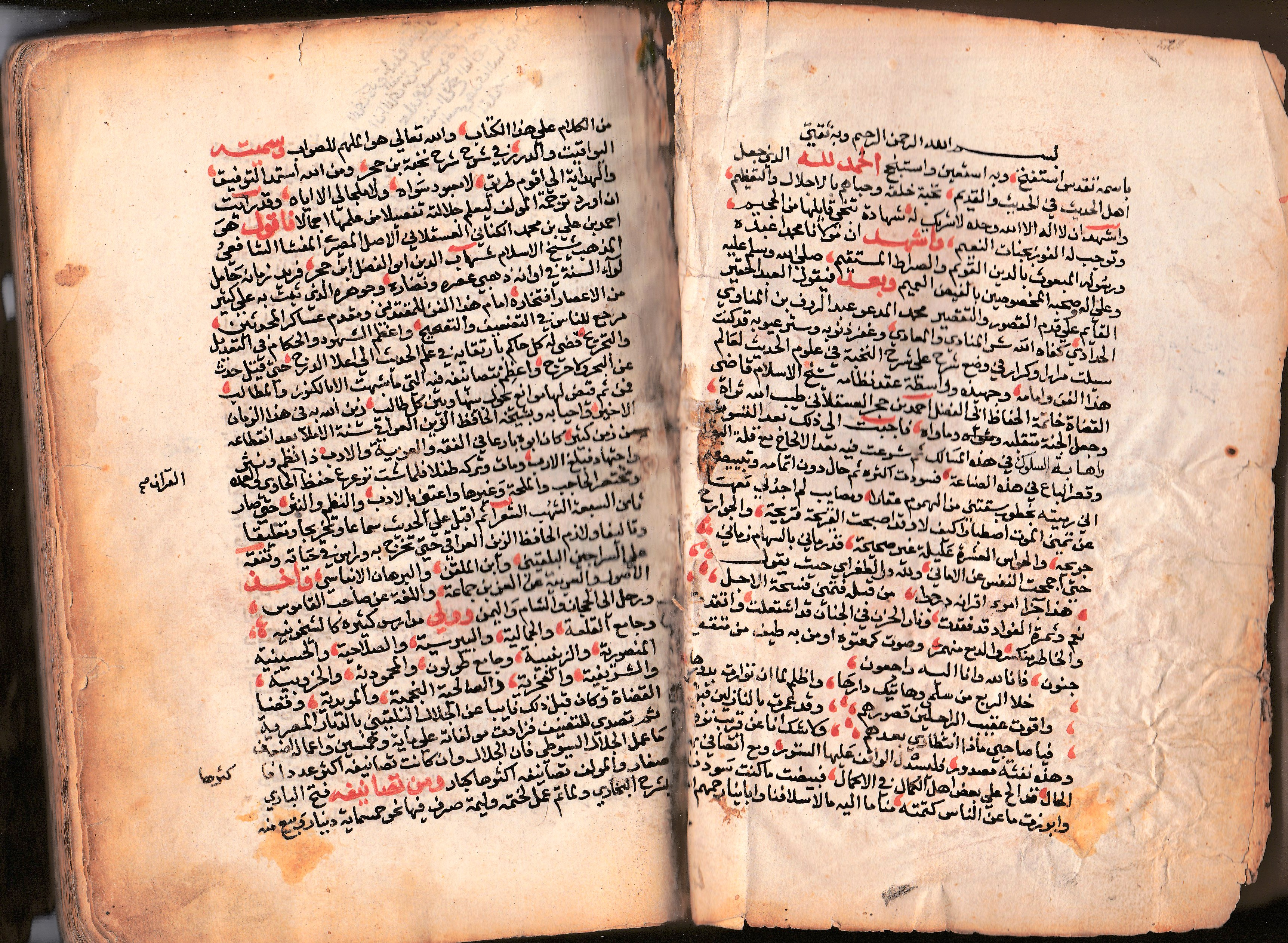
مخطوطة من كتاب "شرح شرح النخبة (نزهة النظر شرح نخبة الفكر)" لابن حجر العسقلاني.

مخطوطة من كتاب "تسديد القوس مختصر مسند الفردوس" بخط مؤلفه ابن حجر العسقلاني.

بدأ ابن حجر في التصنيف والتأليف في سنة 796هـ، وهو العام الذي عزم فيه على طلب علم الحديث النبوي وفنونه، وظل يصنف ويؤلف حتى قبيل وفاته، وبسبب هذه البداية المبكرة في التصنيف، زادت مصنفات ابن حجر على 150 تصنيفاً، عدد السخاوي منها في الجواهر والدرر 270 مصنفاً أفردها في قائمة مستقلة، وذكر السيوطي له في نظم العيقان 200 مصنفاً، أما الكَتَّاني فعدد منها في فهرس الفهارس 195 مصنفاً.

### مصنفاته
أما تصانيفه فكثيرة جليلة، منها:
- تغليق التعليق
- طبقات المدلسين = تعريف أهل التقديس بمراتب الموصوفين بالتدليس
- نزهة النظر بشرح نخبة الفكر
- التلخيص الحبير في تخريج أحاديث الرافعي الكبير
- هدي الساري مقدمة فتح الباري
- فتح الباري
- تعجيل المنفعة بزوائد رجال الأئمة الأربعة
- العجاب في بيان الأسباب
- تهذيب التهذيب
- تبصير المنتبه بتحرير المشتبه
- الأمالي المطلقة
- الإمتاع بالأربعين المتباينة السماع
- الأمالي الحلبية
- الزهر النضر في حال الخضر
- نزهة الألباب في الألقاب
- الإيثار بمعرفة رواة الآثار
- الدراية في تخريج أحاديث الهداية
- نخبة الفكر في مصطلح أهل الأثر
- نزهة السامعين في رواية الصحابة عن التابعين
- سلسلة الذهب
- القول المسدد في الذب عن مسند أحمد
- الدرر الكامنة في أعيان المائة الثامنة
- النكت على كتاب ابن الصلاح
- تقريب التهذيب
- بلوغ المرام من أدلة الأحكام
- الأمالي السفرية الحلبية
- الإصابة في تمييز الصحابة
- المعجم المفهرس = تجريد أسانيد الكتب المشهورة والأجزاء المنثورة
- زوائد مسند البزار على الكتب السِّتَّة.
- قوة الحجاج في عموم المغفرة للحجاج
- لسان الميزان
- النكت الظراف على الأطراف
- إطراف المسند المعتلي بأطراف المسند الحنبلي
- رفع الإصر عن قضاة مصر
- نظم اللآلي بالمائة العوالي
- انتقاض الاعتراض في الرد على العيني في شرح البخاري
- موافقة الخبر الخبر في تخريج أحاديث المختصر
- المجمع المؤسس للمعجم المفهرس
- الأحاديث العشرة العشارية الاختيارية
- توالي التأسيس لمعالي محمد بن إدريس
- المطالب العالية بزوائد المسانيد الثمانية
- إنباء الغمر بأبناء العمر
- إتحاف المهرة بالفوائد المبتكرة من أطراف العشرة
- عوالي مسلم
- الوقوف على ما في صحيح مسلم من الموقوف
- الجواب الجليل عن زيارة الخليل.
- الأسئلة الفائقة بالأجوبة اللائقة
- الغُنْية في مسألة الرؤية
- الكاف الشاف في تخريج أحاديث الكشاف
- تسديد القوس على مسند الفردوس
- المرحمة الغيثية بالترجمة الليثية
- تخريج أحاديث الأسماء الحسنى
- جزء في طرق حديث لا تسبوا أصحابي
- المطالب العالية
- التمييز في تلخيص تخريج أحاديث شرح الوجيز المشهور بـ التلخيص الحبير

### منهجه في التأليف
كان الإمام ابن حجر العسقلاني باحثاً مدققاً ومحققاً دقيقاً وكان له منهج متميز في التصنيف وتأليف الكتب، وأبرز ما يميز منهجه في التصنيف ما يلي:
- الإستهلال بمقدمة جامعة في الحديث عن أهمية العلم وفضله عامة وفضل وأهمية موضوع الكتاب على وجه الخصوص: ومن ذلك قوله في مقدمة كتابه المطالب العالية «... فإن الاشتغال بالعلم - خصوصاً الحديث النبوي - من أفضل القربات، وقد جمع أئمتنا منه الشتات على المسانيد والأبواب المرتبات فرأيت جمع جميع ما وقعت عليه من ذلك في كتاب واحد ليسهل الكشف منه على أولي الرغبات».
- بيان منهجه في كل كتاب: فقد حرص الحافظ ابن حجر على بيان منهجه في التصنيف في مقدمة كل كتاب له ومثال ذلك قوله في مقدمة التقريب «أنني أحكم على كل شخص منهم بحكم يشمل أصح ما قيل فيه، وأعدل ما وصف به، بألخص عبارة، وأخلص إشارة، بحيث لا تزيد كل ترجمة على سطر واحد غالبا، يجمع اسم الرجل واسم أبيه وجده، ومنتهى أشهر نسبته ونسبه، وكنيته ولقبه، مع ضبط ما يشكل من ذلك بالحروف، ثم صفته التي يختص بها من جرح أو تعديل، ثم التعريف بعصر كل راوٍ منهم، بحيث يكون قائما مقام ما حذفته من ذكر شيوخه والرواة عنه، إلا من لا يؤمنه لبسه.».
- الاستخارة عند التصنيف: ومن ذلك قوله في مقدمة الفتح «وقد استخرت الله تعالى في أن أضم إليه نبذا شارحة لفوائده موضحة لمقاصده كاشفة عن مغزاه في تقييد اوابده واقتناص شوارده».
- سؤال الله عز وجل الإعانة على التصنيف: فقد جاء في مقدمة المطالب العالية «والله أستعين في جميع الأمور كلها، لاإله إلا هو».
- بيان الباعث على التأليف: ومن ذلك قوله في مقدمة تقريب التهذيب «فإنني لما فرغت من تهذيب (تهذيب الكمال) في أسماء الرجال، الذي جمعت فيه مقصود (التهذيب) لحافظ عصره أبي الحجاج المزي، من تمييز أحوال الرواة المذكورين فيه، وضممت إليه مقصود (إكماله) للعلامة علاء الدين مغلطاي، مقتصرا منه على ما اعتبرته عليه، وصححته من مظانه، من بيان أحوالهم أيضًا، وزدت عليهما في كثير من التراجم ما يتعجب من كثرته لديهما، ويستغرب خفاؤه عليهما: وقع الكتاب المذكور من طلبة الفن موقعا حسنا عند المميز البصير، إلا أنه طال إلى أن جاوز ثلث الأصل، (والثلث كثير). فالتمس مني بعض الإخوان أن أجرد له الأسماء خاصة، فلم أوثر ذلك، لقلة جدواه على طالبي هذا الفن، ثم رأيت أن أجيبه إلى مسألته، وأسعفه بطلبته، على وجه يحصل مقصوده بالإفادة».
- ذكر مصادره ونقل أقوال العلماء ونسبتها إليهم: ومن ذلك ماجاء في مقدمة كتابه إنباء الغمر «هذا تعليق جمعت فيه حوادث الزمان الذي أدركته منذ مولدي سنة ثلاث وسبعين وسبعمائة وهلم جراً مفصلاً في كل سنة أحوال الدول عن وفيات الأعيان مستوعباً لرواة الحديث خصوصاً من لقيته أو أجاز لي وغالب ما أورد فيه ما شاهدته أو تلقفته ممن أرجع إليه أو وجدته بخط من أثق به من مشايخي ورفقتي كالتاريخ الكبير للشيخ ناصر الدين بن الفرات وقد سمعت عليه جملة من الحديث»

## زوجاته وذريته

### زوجاته
- أنس خاتون: ابنة القاضي ناظر الجيش: عبد الكريم بن أحمد عبد العزيز بن عبد الكريم بن أبي طالب بن علي بن سيدهم أم الكرم ابنة الكريمي اللخمي النستراوي الأصل القاهري.[131] تزوجها ابن حجر في شعبان سنة 798 هـ يإشارة وصيه العلامة ابن القطان، وظلت في عصمته حتى توفي عنها، وقد رزق منها خمس بنات، ولم تلد ذكراً.[132]
- أرملة الزين أبي بكر الأمشاطي: ذكرها السخاوي في «الجواهر والدرر» فقال: «ومن زوجات صاحب الترجمة زوجة الزين أبي بكر الأمشاطي، تزوجها بعد موته، وكان أسند وصيته إليه».[133]
- عتيقة نظام الدين يحيى ابن الصيّرامي شيخ الظَّاهرية: ذكرها السخاوي في «الجواهر والدرر» فقال: «ومن زوجات صاحبُ التَّرجمة أيضًا... عتيقة العلَّامة نظام الدِّين يحيى ابن العلَّامة سيف الدِّين الصِّيرامي، شيخ الظَّاهرية، تزوَّجها في مجاورة أمِّ أولاده في سنة أربع وثلاثين، وكان سيِّدُها قد مات في سنة ثلاث وثلاثين وثمانمائة، ورُزِقَ منها شيخُنا ابنَةً في يوم الثلاثاء خامس رجب سنة خمس وثلاثين، وهي بقاعة المشيخة بالبيبرسية، سماها آمنة. وكتبها في بعض استدعاءات ولده محمد، ثم ماتت في ثالث عشر شوال سنة ست وثلاثين وبموتها طُلِّقَتْ أمُّها، فإنَّه كان علَّق طلاقها عند سفره إلى آمد على موتها، وتزوَّجها بعهده الشّريف الجَرَواني».[133][134]
- ليلى الحلبية: ابنة محمود بن طوغان، تزوجها بحلب عندما سافر مع الأشرف برسباي إلى آمد سنة 836 هـ، وكانت ثيباً ذات ولدين بالغين، وقدمت عليه القاهرة ثم رجعت إلى بلدها ثم عادت فأقامت في عصمته حتى توفي عنها؛ ولم يرزق منها بولد، ماتت في منتصف رجب سنة 881هـ وقد قاربت الثمانين.[135]
- خاص ترك: جارية زوجته «أنس خاتون»، اشتراها بالوكالة سرًّا واستبرأها ووطئها فحملت له بولده بدر الدين أبي المعالي محمد، وكان مولده سنة 815 هـ.[136]

### ذريته
أبناؤه
- بدر الدين أبو المعالي محمد: ولد فِي صفر سنة 815 هـ، وأمه أم ولد (خاص ترك).[137]

بناته
- بناته من زوجته أنس خاتون:[138][139][140]

1. زين خاتون: وَالِدَة الجمال يوسف بن شاهين، وبكر أبناء أَبَوَيها. ولدت فِي ربيع الآخر وقيل رجب سنة 802 هـ، أسمعها أَبوهَا على شيخه العراقي والهيثمي، واستجاز لها خلقاً، وتعلمت الكتابة والقراءة، وتزوّجها الأمير شاهين الكركي فولدت له عدَّة أولاد، ماتوا في حياة أبيهم، ولم يتأخر منهم إلا أبو المحاسن يوسف المعروف بـ (سبط ابن حجر). وماتت بالطاعون وهي حامل سنة 833 هـ.
2. فرحة: وُلِدَت في رجب سنة 804 هـ، وأستجيز لها من بعض العلماء، وسمعت من ابن الكويك وغيره، وتزوجها محب الدين ابن الأشقر واستولدها ولدًا مات صغيرًا في حياة والديه. وكانت وفاتُها في ربيع الآخر سنة 828 هـ.
3. غالية: ووُلِدَت في ذي القعدة سنة 807 هـ وأجاز لها جماعة. وماتت بالطاعون في ربيع الأول سنة 819 هـ.
4. رابعة: وُلِدَت في رجب سنة 811 هـ وأسمعها والدُها على زين الدين المراغي بمكة، وأجاز لها جمع من الشَّاميين والمصريين، وتزوجها الشهاب ابن مكنون، فولدت منه بنتًا أسماها غالية، ماتت في حياتهما. ومات عنها زوجُها في رمضان سنة 829 هـ، فتزوجها المحب ابن الأشقر - زوج أختها فرحة - واستمرت معه حتى ماتت عنده في سنة 832 هـ.
5. فاطمة: وُلِدَت في ربيع الآخر سنة 817 هـ، وماتت بالطاعون في ربيع الأول سنة 819 هـ

- بناته من عتيقة النظام يحيى الصيرامي

1. آمنة: ولدت في رجب سنة 835 هـ، وماتت وهي طفلة سنة 836 هـ.

## كتب ومؤلفات عنه

### ما ألف عنه قديمًا
من أهم المصنفات التي أفردت الحافظ ابن حجر بالترجمة:
- الجواهر والدرر في ترجمة شيخ الإسلام ابن حجر - تأليف: شمس الدين السخاوي
- جمان الدرر في ترجمة شيخ الإسلام ابن حجر، تأليف: ابن خليل الدمشقي.
- القول المختصر في ترجمة ابن حجر، تأليف: البرزنجي.
- العجر والبجر في ترجمة ابن حجر، تأليف: سراج الدين البلقيني.
- ترجمة شيخ الإسلام ابن حجر العسقلاني، تأليف: محمد راغب الطباخ.
- مختصر الجواهر والدرر في ترجمة ابن حجر للسخاوي، تأليف: الشيخ طاهر الجزائري.

### ما ألف عنه حديثًا
المصنفات والرسائل المعاصرة التي أفردت لبيان مناقبه والترجمة لحياته هي:
- الحافظ ابن حجر العسقلاني أمير المؤمنين في الحديث، لعبد الستار الشيخ.
- ابن حجر العسقلاني - شيخ الإسلام، لكامل محمد محمد عويضة.
- التاريخ والمنهج التاريخى لابن حجر العسقلانى، لمحمد كمال الدين عز الدين.
- جهود ابن حجر اللغوية في فتح الباري، لأحمد علي قائد المصباحي.
- ابن حجر العسقلانى مؤرخًا، لمحمد كمال الدين عز الدين.
- ابن حجر العسقلانى، مصنفاته ودراسته في منهجه وموارده في كتابه الإصابة، لشاكر محمود عبد المنعم.
- القياس عند ابن حجر العسقلاني من خلال كتابه فتح الباري، لسعد علي الحداد (رسالة ماجستير - جامعة أم القرى).
- منهج ابن حجر في كتابه فتح الباري، جمال أحمد منصور (رسالة دكتوراه).
- الحافظ ابن حجر العسقلاني وجهوده في علم الجرح والتعديل، لحسين آيات سعيد (رسالة دكتوراه -جامعة القاضي عياض).

## هوامش
- 1: لُقِّب بأمير المؤمنين في الحديث عدد من العلماء، قال أحمد محمد شاكر: «أطلق المحدثون ألقاباً على العلماء بالحديث، فأعلاها: أمير المؤمنين في الحديث، وهذا لقب لم يظفر به إلا الأفذاذ النوادر، الذي هم أئمة هذا الشأن والمرجع إليهم فيه، كشعبة بن الحجاج وسفيان الثوري وإسحاق بن راهويه وأحمد بن حنبل والبخاري والدارقطني، وفي المتأخرين ابن حجر العسقلاني.».[142]
- 2: يوجد اضطراب في الجد الرابع لابن حجر، فتارة يتقدم (محمود) على (أحمد) وتارة يتأخر (محمود) أو يسقط، وهذا راجع إلى اضطراب ابن حجر نفسه عند ترجمته لنفسه، ولأبيه، فقد قدّم (محمود) على (أحمد) في تبصير المنتبه بتحرير المشتبه،[143] والمجمع المؤسس،[144] وقدّم (أحمد) على (محمود) في: رفع الإصر،[145] والدرر الكامنة،[20] وجعل (محمود) بين (أحمدين) في إنباء الغمر بأنباء العمر.[19]
- 3: مجالس الإملاء: هي أن يجلس العالم وحوله تلاميذه، فيتكلم العالم بما فتح الله عليه من العلم وتلاميذه يكتبون عنه، فيصير كتاباً يسمونه الأمالي أو الإملاء.[146] وكان إملاء الحديث قد توقف بعد الحافظ ابن الصلاح، فأعاده الحافظ العراقي ثم أنقطع مرة أخرى، إلى أن أرجعه الحافظ ابن حجر، الذي بلغ جملة ما أملاه 1150 مجلساً.[147]
- 4: كانت سنة السلف الهجرة إلى الحرمين ومجاورتهما لطلب العلم والتعبد ونيل الثواب والبركة من الله والمجاورة تطلق على الإقامة بمكة مطلقا، من غير الالتزام بشرائط الاعتكاف الشرعي وقد يطلق لفظ مجاروة بقصد الاعكتاف كما ورد في الحديث عن عائشة: «كَانَ رَسُولُ اللهِ صَلَّى اللهُ عَلَيْهِ وَسَلَّمَ يُجاوِرُ فِي العَشْـرِ الأَوَاخِرِ مِنْ رَمَضَانَ، ويَقُولُ: «تَحَرَّوْا لَيْلَةَ الْقَدْرِ فِي الْعَشْرِ الْأَوَاخِرِ مِنْ رَمَضَانَ»» مُتَّفَقٌ عَلَيْهِ.[148]

## وصلات خارجية
- الحافظ ابن حجر العسقلاني - موقع قصة الإسلام.
- كتب ابن حجر العسقلاني - موقع المكتبة الشاملة.